# Llista de monuments del barri Gòtic
Llista de monuments del barri Gòtic (barri del districte de Ciutat Vella de Barcelona) inclosos en l'Inventari del Patrimoni Arquitectònic de Catalunya i en el catàleg de Patrimoni Arquitectònic de Barcelona.

## Monuments d'Interès Nacional
Monuments inscrits en el Registre de Béns Culturals d'Interès Nacional (BCIN) amb la classificació de monuments històrics per ser una construcció o altra obra material produïda per l'activitat humana que configura una unitat singular de les més rellevants del patrimoni cultural català.
| Monument                                                                     | Protecció       | Estil/època                                                 | Localització | Coordenades                                          | Codi?         | Imatge |
| ---------------------------------------------------------------------------- | --------------- | ----------------------------------------------------------- | --- | ---------------------------------------------------- | ------------- | --- |
| Temple romà, o Temple d'August                                               | BCIN 17-MH      | Romà                                                        | Barcelona C. del Paradís, 10                                                                                           | 41° 23′ 00″ N, 2° 10′ 38″ E / 41.383361°N,2.177169°E | RI-51-0000305 | Temple d'August (Barcelona) · Vegeu més fotos d'aquest monument · Carregueu una nova foto d'aquest monument                |
| Muralla romana                                                               | BCIN 18-MH      | III-IV, XIV                                                 | Barcelona Pl. Nova, av. Catedral, pl. Ramon Berenguer el Gran, de l'Àngel, Traginers, c. Regomir, Avinyó i de la Palla | 41° 23′ 03″ N, 2° 10′ 31″ E / 41.384087°N,2.175405°E | RI-51-0000417 | Muralla romana (Barcelona) · Vegeu més fotos d'aquest monument · Carregueu una nova foto d'aquest monument                 |
| Monestir de Santa Anna                                                       | BCIN 21-MH      | Romànic, gòtic XII, XIV-XV                                  | Barcelona C. de Santa Anna, 29 - c. de Rivadeneyra                                                                     | 41° 23′ 09″ N, 2° 10′ 17″ E / 41.38591°N,2.171409°E  | RI-51-0000029 | Monestir de Santa Anna (Barcelona) · Vegeu més fotos d'aquest monument · Carregueu una nova foto d'aquest monument         |
| Catedral de la Santa Creu                                                    | BCIN 22-MH      | Gòtic, historicisme XIII-XV, XIX-XX                         | Barcelona Pla de la Seu                                                                                                | 41° 23′ 02″ N, 2° 10′ 35″ E / 41.38389°N,2.17639°E   | RI-51-0000338 | Catedral de Barcelona · Vegeu més fotos d'aquest monument · Carregueu una nova foto d'aquest monument                      |
| Palau Reial Major i Palau del Lloctinent                                     | BCIN 23-MH      | Romànic, gòtic, gòtic tardà, renaixement XII-XIII, XIV, XVI | Barcelona Pl. del Rei - c. dels Comtes                                                                                 | 41° 23′ 03″ N, 2° 10′ 39″ E / 41.38416°N,2.17757°E   | RI-51-0000424 | Palau Reial Major (Barcelona) · Vegeu més fotos d'aquest monument · Carregueu una nova foto d'aquest monument              |
| Capella de Santa Àgata                                                       | BCIN 25-MH      | Gòtic XIV                                                   | Barcelona Pl. del Rei                                                                                                  | 41° 23′ 04″ N, 2° 10′ 38″ E / 41.38431°N,2.17736°E   | RI-51-0000005 | Capella Reial de Santa Àgata (Barcelona) · Vegeu més fotos d'aquest monument · Carregueu una nova foto d'aquest monument   |
| Església de Santa Maria del Pi o de Santa Maria dels Reis, i Rectoria del Pi | BCIN 26-MH      | Gòtic XIV, XV-XVI                                           | Barcelona Pl. del Pi                                                                                                   | 41° 22′ 56″ N, 2° 10′ 26″ E / 41.38216°N,2.17389°E   | RI-51-0000422 | Santa Maria del Pi (Barcelona) · Vegeu més fotos d'aquest monument · Carregueu una nova foto d'aquest monument             |
| Palau Requesens, Acadèmia de Bones Lletres                                   | BCIN 27-MH      | Gòtic XIII, XV                                              | Barcelona C. del Bisbe Caçador, 3                                                                                      | 41° 23′ 00″ N, 2° 10′ 43″ E / 41.383363°N,2.178727°E | RI-51-0004173 | Palau Requesens (Barcelona) · Vegeu més fotos d'aquest monument · Carregueu una nova foto d'aquest monument                |
| Palau de la Generalitat                                                      | BCIN 44-MH      | Gòtic, renaixement XV, XVI-XVII                             | Barcelona Pl. de Sant Jaume, 4                                                                                         | 41° 22′ 58″ N, 2° 10′ 36″ E / 41.38278°N,2.17667°E   | RI-51-0000418 | Palau de la Generalitat (Barcelona) · Vegeu més fotos d'aquest monument · Carregueu una nova foto d'aquest monument        |
| Pia Almoina, o la Canonja, seu del Museu Diocesà de Barcelona                | BCIN 46-MH      | Gòtic, renaixement XV, XVI                                  | Barcelona Pla de la Seu                                                                                                | 41° 23′ 04″ N, 2° 10′ 34″ E / 41.38458°N,2.17625°E   | RI-51-0003849 | Pia Almoina (Barcelona) · Vegeu més fotos d'aquest monument · Carregueu una nova foto d'aquest monument                    |
| Casa de l'Ardiaca                                                            | BCIN 47-MH      | Gòtic tardà XV-XVI, XIX, XX                                 | Barcelona C. de Santa Llúcia, 1                                                                                        | 41° 23′ 03″ N, 2° 10′ 32″ E / 41.384042°N,2.175575°E | RI-51-0000304 | Casa de l'Ardiaca (Barcelona) · Vegeu més fotos d'aquest monument · Carregueu una nova foto d'aquest monument              |
| Palau Moja, Palau Comillas o del Marquès de Comillas                         | BCIN 50-MH-EN   | Neoclassicisme XVIII                                        | Barcelona C. de la Portaferrissa, 1                                                                                    | 41° 22′ 59″ N, 2° 10′ 19″ E / 41.38314°N,2.17186°E   | RI-51-0003801 | Palau Moja (Barcelona) · Vegeu més fotos d'aquest monument · Carregueu una nova foto d'aquest monument                     |
| Ateneu Barcelonès, o Palau Savassona                                         | BCIN 51-MH      | Neoclassicisme XVIII, XX                                    | Barcelona C. de la Canuda, 6                                                                                           | 41° 23′ 05″ N, 2° 10′ 18″ E / 41.38460°N,2.17163°E   | RI-51-0004467 | Ateneu Barcelonès (Barcelona) · Vegeu més fotos d'aquest monument · Carregueu una nova foto d'aquest monument              |
| Casa Martí, edifici d'Els Quatre Gats                                        | BCIN 55-MH      | Modernisme Josep Puig i Cadafalch XIX Final                 | Barcelona C. de Montsió, 3 bis                                                                                         | 41° 23′ 08″ N, 2° 10′ 24″ E / 41.385639°N,2.173472°E | RI-51-0004198 | Casa Martí (Barcelona) · Vegeu més fotos d'aquest monument · Carregueu una nova foto d'aquest monument                     |
| Casa Padellàs, Museu d'Història de Barcelona (inclou la Cereria Subirà)      | BCIN 4163-MH    | Gòtic tardà XV-XVI                                          | Barcelona C. Veguer, 2-4 - pl. Rei, 11 - c. Tapineria, 7-19 - bda. Llibreteria, 7                                      | 41° 23′ 02″ N, 2° 10′ 40″ E / 41.383978°N,2.177644°E | RI-51-0001320 | Casa Padellàs (Barcelona) · Vegeu més fotos d'aquest monument · Carregueu una nova foto d'aquest monument                  |
| Església dels Sants Just i Pastor                                            | BCIN 4194-MH-EN | Gòtic, neoclassicisme XIV-XV, XIX-XX                        | Barcelona Pl. Sant Just, 6 - c. Hèrcules, 4-6 - c. Rere Sant Just, 3                                                   | 41° 22′ 58″ N, 2° 10′ 41″ E / 41.382861°N,2.178160°E | IPA-30771     | Església de Sant Just i Pastor (Barcelona) · Vegeu més fotos d'aquest monument · Carregueu una nova foto d'aquest monument |

## Monuments d'Interès Local
Monuments declarats com Béns Culturals d'Interès Local (BCIL), inclosos en el Catàleg de Patrimoni Arquitectònic de Barcelona amb el nivell de protecció B.
| Monument | Protecció | Estil/època | Localització                                                                                         | Coordenades                                           | Codi?     | Imatge |
| --- | --------- | --- | --- | ----------------------------------------------------- | --------- | --- |
| Conjunt del Passatge de la Pau                                                                                  | BCIL 2000 | Neoclassicisme-romàntic 1867-1877                                                                                           | Barcelona Ptge. de la Pau, 8, 9-11, 10, 10b, 12, 13, 14                                              | 41° 22′ 41″ N, 2° 10′ 39″ E / 41.37816°N,2.17750°E    | IPA-41198 | Conjunt del Passatge de la Pau (Barcelona) · Vegeu més fotos d'aquest monument · Carregueu una nova foto d'aquest monument                                         |
| Edifici d'habitatges al passatge de la Pau, 8                                                                   | BCIL 2000 | Neoclassicisme-romàntic XIX                                                                                                 | Barcelona Ptge. Pau, 8                                                                               | 41° 22′ 42″ N, 2° 10′ 38″ E / 41.37839°N,2.17716°E    | IPA-52457 | Edifici d'habitatges al passatge de la Pau, 8 (Barcelona) · Vegeu més fotos d'aquest monument · Carregueu una nova foto d'aquest monument                          |
| Edifici d'habitatges ptge. Pau, 10                                                                              | BCIL 2000 | Neoclassicisme-romàntic Josep Domínguez i Valls Dècada 1870                                                                 | Barcelona Ptge. Pau, 10                                                                              | 41° 22′ 42″ N, 2° 10′ 38″ E / 41.378245°N,2.1773412°E | IPA-53224 | Edifici d'habitatges ptge. Pau, 10 (Barcelona) · Vegeu més fotos d'aquest monument · Carregueu una nova foto d'aquest monument                                     |
| Edifici d'habitatges ptge. Pau, 10 bis, Casa Coma, Ciuró i Clavell                                              | BCIL 2000 | Neoclassicisme-romàntic Josep Domínguez i Valls Dècada 1870                                                                 | Barcelona Ptge. Pau, 10 bis                                                                          | 41° 22′ 41″ N, 2° 10′ 39″ E / 41.378101°N,2.177476°E  | IPA-53225 | Edifici d'habitatges ptge. Pau, 10 bis (Barcelona) · Vegeu més fotos d'aquest monument · Carregueu una nova foto d'aquest monument                                 |
| Edifici al passatge de la Pau, 9-11                                                                             | BCIL 2000 | Academicisme Josep Domínguez i Valls 1877                                                                                   | Barcelona Ptge. Pau, 9-11 - c. Sils, 1                                                               | 41° 22′ 41″ N, 2° 10′ 40″ E / 41.37796°N,2.17776°E    | IPA-53223 | Edifici al passatge de la Pau, 9-11 (Barcelona) · Vegeu més fotos d'aquest monument · Carregueu una nova foto d'aquest monument                                    |
| Edifici al passatge de la Pau, 12                                                                               | BCIL 2000 | Academicisme Josep Domínguez i Valls 1875-1877                                                                              | Barcelona Ptge. Pau, 12                                                                              | 41° 22′ 41″ N, 2° 10′ 40″ E / 41.37799°N,2.17765°E    | IPA-53226 | Edifici al passatge de la Pau, 12 (Barcelona) · Vegeu més fotos d'aquest monument · Carregueu una nova foto d'aquest monument                                      |
| Edifici al passatge de la Pau, 13                                                                               | BCIL 2000 | Academicisme Josep Domínguez i Valls 1875-1877                                                                              | Barcelona Ptge. Pau, 13 - c. Josep Anselm Clavé, 23-25                                               | 41° 22′ 40″ N, 2° 10′ 41″ E / 41.37776°N,2.17799°E    | IPA-37137 | Edifici al passatge de la Pau, 13 (Barcelona) · Vegeu més fotos d'aquest monument · Carregueu una nova foto d'aquest monument                                      |
| Finca carrer Anselm Clavé, 19-21                                                                                | BCIL 2000 | Academicisme Josep Domínguez i Valls 1875                                                                                   | Barcelona C. Josep Anselm Clavé, 19-21 - ptge. Pau, 14                                               | 41° 22′ 39″ N, 2° 10′ 41″ E / 41.37763°N,2.17807°E    | IPA-37136 | Finca carrer Anselm Clavé, 19-21 (Barcelona) · Vegeu més fotos d'aquest monument · Carregueu una nova foto d'aquest monument                                       |
| Catalana de Gas, ara Gas Natural                                                                                | BCIL 2000 | Josep Domènech i Estapà 1893-95                                                                                             | Barcelona Av. Portal de l'Àngel, 20-22 - c. Montsió, 3 - ptge. Patriarca, 3                          | 41° 23′ 09″ N, 2° 10′ 23″ E / 41.38571°N,2.17308°E    | IPA-38482 | Catalana de Gas (Barcelona) · Vegeu més fotos d'aquest monument · Carregueu una nova foto d'aquest monument                                                        |
| Casa del Comte de Fonollar                                                                                      | BCIL 2000 | Neoclassicisme Elias Rogent XVIII, 1857                                                                                     | Barcelona C. Portaferrissa, 7-9 - c. Bot, 1-3                                                        | 41° 23′ 00″ N, 2° 10′ 21″ E / 41.38335°N,2.17244°E    | IPA-38903 | Casa del Comte de Fonollar (Barcelona) · Vegeu més fotos d'aquest monument · Carregueu una nova foto d'aquest monument                                             |
| Casa Centelles, Palau Centelles                                                                                 | BCIL 2000 | Gòtic-renaixement, barroc, academicisme XVI-XX                                                                              | Barcelona Bda. Sant Miquel, 8 - c. Gegants, 2 bis - c. Pou Dolç, 1-3                                 | 41° 22′ 54″ N, 2° 10′ 37″ E / 41.38164°N,2.17696°E    | IPA-39048 | Casa Centelles (Barcelona) · Vegeu més fotos d'aquest monument · Carregueu una nova foto d'aquest monument                                                         |
| Habitatge a la Baixada de Santa Eulàlia, 3                                                                      | BCIL 2000 | XVI-XVIII | Barcelona Baixada de Santa Eulàlia, 3                                                                | 41° 22′ 58″ N, 2° 10′ 30″ E / 41.38289°N,2.17502°E    | IPA-40087 | Habitatge a la Baixada de Santa Eulàlia, 3 (Barcelona) · Vegeu més fotos d'aquest monument · Carregueu una nova foto d'aquest monument                             |
| Caixa de Barcelona                                                                                              | BCIL 2000 | Historicisme neoplateresc August Font i Carreras 1899-1902                                                                  | Barcelona Pl. Sant Jaume, 7-8 - c. Jaume I, 2-4 - c. Ciutat, 1 - c. Hèrcules, 1 - c. Arlet, 6        | 41° 22′ 58″ N, 2° 10′ 39″ E / 41.38285°N,2.17742°E    | IPA-40092 | Caixa de Barcelona (Barcelona) · Vegeu més fotos d'aquest monument · Carregueu una nova foto d'aquest monument                                                     |
| Edifici de l'antiga Societat del Crèdit Mercantil, ex Escola de Disseny Elisava                                 | BCIL 2000 | Neoclassicisme Joan Martorell i Montells 1896-1900                                                                          | Barcelona C. Ample, 11-13 - c. Còdols, 31 - c. Serra, 22-24                                          | 41° 22′ 45″ N, 2° 10′ 45″ E / 41.37930°N,2.17915°E    | IPA-40288 | Edifici de l'antiga Societat del Crèdit Mercantil (Barcelona) · Vegeu més fotos d'aquest monument · Carregueu una nova foto d'aquest monument                      |
| Palau Sessa-Larrard, Col·legi Calasanç, Palau del Duc de Sessa                                                  | BCIL 2000 | Academicisme, barroc Josep Ribes i Margarit 1772-78                                                                         | Barcelona C. Ample, 28 - c. Mercè, 15 - c. Plata, 2                                                  | 41° 22′ 50″ N, 2° 10′ 48″ E / 41.38052°N,2.18010°E    | IPA-40289 | Palau Sessa-Larrard (Barcelona) · Vegeu més fotos d'aquest monument · Carregueu una nova foto d'aquest monument                                                    |
| Casa Mornau, Palau Mornau                                                                                       | BCIL 2000 | Barroc, modernisme Manuel Joaquim Raspall i Mayol XVIII, 1908                                                               | Barcelona C. Ample, 35 - c. Tonell, 2 - c. Gignàs 14-16                                              | 41° 22′ 51″ N, 2° 10′ 49″ E / 41.3808°N,2.1803°E      | IPA-40290 | Casa Mornau (Barcelona) · Vegeu més fotos d'aquest monument · Carregueu una nova foto d'aquest monument                                                            |
| Edifici d'habitatges al carrer Ample, 54                                                                        | BCIL 2000 | Gòtic-renaixement, obra popular XVI, XIX                                                                                    | Barcelona C. Ample, 54                                                                               | 41° 22′ 52″ N, 2° 10′ 50″ E / 41.38124°N,2.18062°E    | IPA-40291 | Edifici d'habitatges al carrer Ample, 54 (Barcelona) · Vegeu més fotos d'aquest monument · Carregueu una nova foto d'aquest monument                               |
| Edifici de l'antiga Hidroelèctrica de Catalunya                                                                 | BCIL 2000 | Modernisme Sezession Arnau Calvet i Peyronill 1905                                                                          | Barcelona C. Arcs, 10 - c. Capellans, 5 - pl. Isidre Nonell                                          | 41° 23′ 05″ N, 2° 10′ 28″ E / 41.3847°N,2.1744°E      | IPA-40296 | Edifici de l'antiga Hidroelèctrica de Catalunya (Barcelona) · Vegeu més fotos d'aquest monument · Carregueu una nova foto d'aquest monument                        |
| Antiga Capella del Palau, Mare de Déu de la Victòria                                                            | BCIL 2000 | Romànic, gòtic tardà Andreu Matxí, Elies Rogent XIII, 1542-1547, 1868                                                       | Barcelona C. Ataülf, 4 - c. Palau, 3                                                                 | 41° 22′ 54″ N, 2° 10′ 42″ E / 41.38153°N,2.17825°E    | IPA-40298 | Antiga Capella del Palau (Barcelona) · Vegeu més fotos d'aquest monument · Carregueu una nova foto d'aquest monument                                               |
| Casino Mercantil, antic Borsí, Escola d'Arts Aplicades i Oficis                                                 | BCIL 2000 | Eclecticisme Tiberi Sabater i Carner 1881-1883                                                                              | Barcelona Pl. Verònica, 2 - c. Avinyó, 23                                                            | 41° 22′ 51″ N, 2° 10′ 39″ E / 41.38092°N,2.17745°E    | IPA-40305 | Casino Mercantil (Barcelona) · Vegeu més fotos d'aquest monument · Carregueu una nova foto d'aquest monument                                                       |
| Casa dels Quatre Rius, o Casa d'Antoni Nadal                                                                    | BCIL 2000 | Barroc XVIII-XIX | Barcelona C. Avinyó, 30 - c. Arai, 10 - c. Arenes, 5                                                 | 41° 22′ 51″ N, 2° 10′ 38″ E / 41.38087°N,2.17735°E    | IPA-40306 | Casa dels Quatre Rius (Barcelona) · Vegeu més fotos d'aquest monument · Carregueu una nova foto d'aquest monument                                                  |
| Casa senyorial i pont sobre el carrer d'en Carabassa,                                                           | BCIL 2000 | Barroc, neoclassicisme Final XVII, 1858                                                                                     | Barcelona C. Avinyó, 52 - c. Carabassa, 15                                                           | 41° 22′ 49″ N, 2° 10′ 44″ E / 41.380332°N,2.178960°E  | IPA-40307 | Casa senyorial i pont sobre el carrer d'en Carabassa (Barcelona) · Vegeu més fotos d'aquest monument · Carregueu una nova foto d'aquest monument                   |
| Cases dels Canonges                                                                                             | BCIL 2000 | Gòtic, historicisme XIX, 1921-1929                                                                                          | Barcelona C. Bisbe, 4-8 - c. Pietat, 2-6 - c. Paradís, 7                                             | 41° 23′ 00″ N, 2° 10′ 36″ E / 41.38343°N,2.17662°E    | IPA-40316 | Cases dels Canonges (Barcelona) · Vegeu més fotos d'aquest monument · Carregueu una nova foto d'aquest monument                                                    |
| Palau del Bisbe, Palau Episcopal                                                                                | BCIL 2000 | Romà, romànic, gòtic, barroc, neoclassicisme XII, 1681, 1769, 1909, 1928                                                    | Barcelona C. Bisbe, 5 - pl. Nova, 1-2 - c. Palla, 18                                                 | 41° 23′ 03″ N, 2° 10′ 30″ E / 41.38404°N,2.17510°E    | IPA-40317 | Palau del Bisbe (Barcelona) · Vegeu més fotos d'aquest monument · Carregueu una nova foto d'aquest monument                                                        |
| Antic Hotel Europa, Petit Palace Boqueria, antiga fonda Sucursal del Universo, Pensió Dalí                      | BCIL 2000 | Modernisme Puig i Cadafalch XVIII, 1900 aprox.                                                                              | Barcelona C. Boqueria, 12 - c. Quintana, 2                                                           | 41° 22′ 53″ N, 2° 10′ 27″ E / 41.38145°N,2.17407°E    | IPA-40322 | Antic Hotel Europa (Barcelona) · Vegeu més fotos d'aquest monument · Carregueu una nova foto d'aquest monument                                                     |
| Hotel Internacional i Font del Pla de la Boqueria                                                               | BCIL 2000 | Neoclassicisme Electicisme 1830; 1884                                                                                       | Barcelona Pla de la Boqueria, 3 - Rambla, 78-80 - c. Boqueria, 2                                     | 41° 22′ 52″ N, 2° 10′ 27″ E / 41.38121°N,2.17407°E    | IPA-40323 | Hotel Internacional (Barcelona) · Vegeu més fotos d'aquest monument · Carregueu una nova foto d'aquest monument                                                    |
| Casa Cornet, Palau Castell de Ponç (inclou la Filatèlia Monge, la Xocolateria Fargas i la Xarcuteria la Pineda) | BCIL 2000 | Neoclassicisme XIX | Barcelona C. Boters, 2 - c. Pi, 16                                                                   | 41° 23′ 02″ N, 2° 10′ 26″ E / 41.38393°N,2.17398°E    | IPA-40324 | Casa Cornet (Barcelona) · Vegeu més fotos d'aquest monument · Carregueu una nova foto d'aquest monument                                                            |
| Edifici d'habitatges al carrer del Call, 22                                                                     | BCIL 2000 | Obra popular, neoclassicisme-romàntic Miquel Garriga i Roca XVIII, 1852                                                     | Barcelona C. Ferran, 53 - c. Call, 22 - c. Ensenyança, 2-4                                           | 41° 22′ 56″ N, 2° 10′ 35″ E / 41.38219°N,2.17635°E    | IPA-40326 | Edifici d'habitatges al carrer del Call, 22 (Barcelona) · Vegeu més fotos d'aquest monument · Carregueu una nova foto d'aquest monument                            |
| Antic Convent de la Mercè, Capitania General                                                                    | BCIL 2000 | Barroc, neoclassicisme-romàntic Jeroni Santacana; Adolf Florensa 1605-53; 1845 i 1926                                       | Barcelona Pg. Colom, 14 - c. Boltres, 1 - c. Mercè, 14 - pl. Mercé - c. Simó Oller, 4                | 41° 22′ 46″ N, 2° 10′ 49″ E / 41.37938°N,2.18023°E    | IPA-40350 | Antic Convent de la Mercè (Barcelona) · Vegeu més fotos d'aquest monument · Carregueu una nova foto d'aquest monument                                              |
| Habitatge al carrer Correu Vell, 5                                                                              | BCIL 2000 | Gòtic-renaixement, barroc Romà, medieval, XVIII                                                                             | Barcelona C. Correu Vell, 5                                                                          | 41° 22′ 54″ N, 2° 10′ 47″ E / 41.38165°N,2.17969°E    | IPA-40354 | Habitatge al carrer Correu Vell, 5 (Barcelona) · Vegeu més fotos d'aquest monument · Carregueu una nova foto d'aquest monument                                     |
| Passatge del Crèdit                                                                                             | BCIL 2000 | Eclecticisme Magí Rius Molet 1875-79                                                                                        | Barcelona Ferran, 36-38                                                                              | 41° 22′ 55″ N, 2° 10′ 35″ E / 41.38196°N,2.17633°E    | IPA-40360 | Passatge del Crèdit (Barcelona) · Vegeu més fotos d'aquest monument · Carregueu una nova foto d'aquest monument                                                    |
| Casa Bassols, Reial Cercle Artístic de Barcelona                                                                | BCIL 2000 | Gòtic, neoclassicisme XVI, XIX                                                                                              | Barcelona C. Arcs, 5-7 - c. Cucurulla, 4-6                                                           | 41° 23′ 05″ N, 2° 10′ 28″ E / 41.384655°N,2.174416°E  | IPA-40362 | Casa Bassols (Barcelona) · Vegeu més fotos d'aquest monument · Carregueu una nova foto d'aquest monument                                                           |
| Monument a Galceran Marquet                                                                                     | BCIL 2000 | Neoclassicisme-romàntic Damià Campeny 1851                                                                                  | Barcelona Pl. Duc de Medinaceli                                                                      | 41° 22′ 42″ N, 2° 10′ 44″ E / 41.37833°N,2.17896°E    | IPA-40374 | Monument a Galceran Marquet (Barcelona) · Vegeu més fotos d'aquest monument · Carregueu una nova foto d'aquest monument                                            |
| Conjunt del passatge del Rellotge                                                                               | BCIL 2000 | Eclecticisme Narcís Nuet, Elies Rogent 1864-81                                                                              | Barcelona Ptge. Rellotge, 1-3 i 2-4                                                                  | 41° 22′ 48″ N, 2° 10′ 38″ E / 41.380137°N,2.177154°E  | IPA-40379 | Conjunt del passatge del Rellotge (Barcelona) · Vegeu més fotos d'aquest monument · Carregueu una nova foto d'aquest monument                                      |
| Parròquia de Sant Jaume, antiga Església de la Trinitat                                                         | BCIL 2000 | Gòtic, renaixement, barroc, historicisme 1394; 1880                                                                         | Barcelona C. Ferran, 28 - c. Lleona, 7-9 - c. Beat Simó, 5 - c. Trinitat, 5                          | 41° 22′ 53″ N, 2° 10′ 32″ E / 41.3813°N,2.1755°E      | IPA-40383 | Parròquia de Sant Jaume (Barcelona) · Vegeu més fotos d'aquest monument · Carregueu una nova foto d'aquest monument                                                |
| Casa del Marquès d'Alfarràs, Palau d'Alfarras                                                                   | BCIL 2000 | Neoclassicisme Francesc Daniel Molina, Adolf Florensa i Ferrer (reforma) s.XVIII, XIX, XX                                   | Barcelona C. Nou de Sant Francesc, 44 - c. Josep Anselm Clavé, 31                                    | 41° 22′ 42″ N, 2° 10′ 42″ E / 41.37826°N,2.17845°E    | IPA-40410 | Casa del Marquès d'Alfarràs (Barcelona) · Vegeu més fotos d'aquest monument · Carregueu una nova foto d'aquest monument                                            |
| Casa de Correus i Telègrafs                                                                                     | BCIL 2000 | Noucentisme, monumentalisme academicista Josep Goday i Casals i Jaume Torres i Grau 1926-27                                 | Barcelona Pl. Antonio López, 1 - c. Fusteria - c. Àngel Baixeras - via Laietana - c. Hostal d'en Sol | 41° 22′ 54″ N, 2° 10′ 53″ E / 41.38153°N,2.18145°E    | IPA-40411 | Casa de Correus i Telègrafs (Barcelona) · Vegeu més fotos d'aquest monument · Carregueu una nova foto d'aquest monument                                            |
| Edifici d'oficines Santana i Soler                                                                              | BCIL 2000 | Noucentisme Albert Joan i Torner 1918-28                                                                                    | Barcelona Via Laietana, 17 - c. Sotstinent Navarro - pl. Emili Vilanova                              | 41° 23′ 00″ N, 2° 10′ 45″ E / 41.38342°N,2.17929°E    | IPA-40413 | Edifici d'oficines Santana i Soler (Barcelona) · Vegeu més fotos d'aquest monument · Carregueu una nova foto d'aquest monument                                     |
| Palau Mercader                                                                                                  | BCIL 2000 | Barroc XVIII, 1863 | Barcelona C. de Lledó, 11                                                                            | 41° 22′ 57″ N, 2° 10′ 45″ E / 41.38244°N,2.17910°E    | IPA-40417 | Palau Mercader (Barcelona) · Vegeu més fotos d'aquest monument · Carregueu una nova foto d'aquest monument                                                         |
| Basílica de la Mercè                                                                                            | BCIL 2000 | Barroc, gòtic Josep Mas d'Ordal Medieval, 1765                                                                              | Barcelona Pl. Mercè, 1-2 - c. Ample, 10 - c. Mercè, 5-7                                              | 41° 22′ 46″ N, 2° 10′ 46″ E / 41.37939°N,2.17955°E    | IPA-40430 | Basílica de la Mercè (Barcelona) · Vegeu més fotos d'aquest monument · Carregueu una nova foto d'aquest monument                                                   |
| Monument a Colom                                                                                                | BCIL 2000 | Arquitectura del ferro, historicisme Gaietà Buigas i Monravà 1888                                                           | Barcelona Pl. del Portal de la Pau                                                                   | 41° 22′ 33″ N, 2° 10′ 40″ E / 41.37580°N,2.17776°E    | IPA-40449 | Monument a Colom (Barcelona) · Vegeu més fotos d'aquest monument · Carregueu una nova foto d'aquest monument                                                       |
| Palau Marc, Casa dels Marc de Reus, seu de la Conselleria de Cultura de la Generalitat de Catalunya             | BCIL 2000 | Neoclassicisme Joan Soler i Faneca Mitjan segle XVIII                                                                       | Barcelona Rambla, 8                                                                                  | 41° 22′ 39″ N, 2° 10′ 36″ E / 41.377414°N,2.176636°E  | IPA-40452 | Palau Marc (Barcelona) · Vegeu més fotos d'aquest monument · Carregueu una nova foto d'aquest monument                                                             |
| Església i Convent de Sant Felip Neri                                                                           | BCIL 2000 | Barroc tardà 1721-52 | Barcelona Pl. Sant Felip Neri, 5-6 - c. Palla, 10                                                    | 41° 23′ 01″ N, 2° 10′ 29″ E / 41.383568°N,2.174767°E  | IPA-40464 | Església i Convent de Sant Felip Neri (Barcelona) · Vegeu més fotos d'aquest monument · Carregueu una nova foto d'aquest monument                                  |
| Casa de la Ciutat, Ajuntament de Barcelona                                                                      | BCIL 2000 | Gòtic, gòtic-renaixement, academicisme, eclecticisme, historicisme Pere Llobet; Arnau Bargués; Josep Mas Vila 1373; 1831-47 | Barcelona Pl. Sant Jaume, 1 - c. Ciutat, 2 - c. Font de Sant Miquel, 1-3 - pl. Sant Miquel, 6        | 41° 22′ 57″ N, 2° 10′ 38″ E / 41.38252°N,2.17715°E    | IPA-40467 | Casa de la Ciutat (Barcelona) · Vegeu més fotos d'aquest monument · Carregueu una nova foto d'aquest monument                                                      |
| Casa Moxó, Palau Moxó                                                                                           | BCIL 2000 | Barroc XVIII | Barcelona Pl. Sant Just, 4 - c. Bisbe Caçador, 1                                                     | 41° 22′ 59″ N, 2° 10′ 42″ E / 41.383040°N,2.178452°E  | IPA-40470 | Casa Moxó (Barcelona) · Vegeu més fotos d'aquest monument · Carregueu una nova foto d'aquest monument                                                              |
| Església de Sant Sever                                                                                          | BCIL 2000 | Barroc Jaume Arnaudies i Joan Fiter 1698-1705                                                                               | Barcelona C. Sant Sever, 9-11 - c. Montjuïc del Bisbe, 1 - pl. Garriga Bachs, 1                      | 41° 23′ 01″ N, 2° 10′ 33″ E / 41.383505°N,2.175832°E  | IPA-40473 | Església de Sant Sever (Barcelona) · Vegeu més fotos d'aquest monument · Carregueu una nova foto d'aquest monument                                                 |
| Pati Llimona, Casa Marc                                                                                         | BCIL 2000 | Romà, gòtic Romà, medieval                                                                                                  | Barcelona C. Sant Simplici, 2-6 - c. Regomir, 3-5 - c. Pati Llimona                                  | 41° 22′ 54″ N, 2° 10′ 44″ E / 41.381599°N,2.178989°E  | IPA-40474 | Pati Llimona (Barcelona) · Vegeu més fotos d'aquest monument · Carregueu una nova foto d'aquest monument                                                           |
| Antiga Foneria de Canons, Banc de Barcelona                                                                     | BCIL 2000 | Neoclassicisme Josep Oriol Mestres i Esplugas Final segle XVII; 1858                                                        | Barcelona Rambla, 2 - pl. Portal de la Pau, 3                                                        | 41° 22′ 36″ N, 2° 10′ 38″ E / 41.376797°N,2.177175°E  | IPA-40498 | Antiga Foneria de Canons (Barcelona) · Vegeu més fotos d'aquest monument · Carregueu una nova foto d'aquest monument                                               |
| Casa Bruno Cuadros, Casa dels Paraigües                                                                         | BCIL 2000 | Modernisme Josep Vilaseca i Casanovas 1858; reforma: 1888                                                                   | Barcelona Rambla, 82 - pla de la Boqueria, 1 - c. Cardenal Casañas, 1                                | 41° 22′ 53″ N, 2° 10′ 24″ E / 41.381427°N,2.173223°E  | IPA-40500 | Casa Bruno Cuadros (Barcelona) · Vegeu més fotos d'aquest monument · Carregueu una nova foto d'aquest monument                                                     |
| Edifici d'habitatges al carrer Avinyó, 44                                                                       | BCIL 2000 | Obra popular XVII | Barcelona C. Avinyó, 44 - c. Carabassa, 7                                                            | 41° 22′ 50″ N, 2° 10′ 43″ E / 41.380487°N,2.178504°E  | IPA-41154 | Edifici d'habitatges al carrer Avinyó, 44 (Barcelona) · Vegeu més fotos d'aquest monument · Carregueu una nova foto d'aquest monument                              |
| Edifici d'habitatges al carrer Avinyó, 58                                                                       | BCIL 2000 | Obra popular, neoclassicisme 1847, 1860                                                                                     | Barcelona C. Avinyó, 58 - c. Carabassa, 19                                                           | 41° 22′ 49″ N, 2° 10′ 46″ E / 41.38022°N,2.17933°E    | IPA-41155 | Edifici d'habitatges al carrer Avinyó, 58 (Barcelona) · Vegeu més fotos d'aquest monument · Carregueu una nova foto d'aquest monument                              |
| Edifici d'habitatges al carrer del Call, 14                                                                     | BCIL 2000 | Obra popular XVIII | Barcelona C. Call, 14                                                                                | 41° 22′ 56″ N, 2° 10′ 33″ E / 41.382163°N,2.175896°E  | IPA-41161 | Edifici d'habitatges al carrer del Call, 14 (Barcelona) · Vegeu més fotos d'aquest monument · Carregueu una nova foto d'aquest monument                            |
| Edifici d'habitatges al carrer del Call, 15                                                                     | BCIL 2000 | Neoclassicisme-romàntic Francesc Daniel Molina 1870, aprox.                                                                 | Barcelona C. Call, 13-15 - c. Sant Domènec del Call, 1                                               | 41° 22′ 56″ N, 2° 10′ 34″ E / 41.382341°N,2.176213°E  | IPA-41162 | Edifici d'habitatges al carrer del Call, 15 (Barcelona) · Vegeu més fotos d'aquest monument · Carregueu una nova foto d'aquest monument                            |
| Palau Bru, seu actual de la Societat d'Autors                                                                   | BCIL 2000 | Gòtic Rafael Cáceres Zurita, Esteve i Robert Terradas Muntañola 1552; 1994                                                  | Barcelona Pg. Colom, 6 - c. Marquet, 6 - c. Mercè, 32-34                                             | 41° 22′ 50″ N, 2° 10′ 52″ E / 41.38062°N,2.18115°E    | IPA-41169 | Palau Bru (Barcelona) · Vegeu més fotos d'aquest monument · Carregueu una nova foto d'aquest monument                                                              |
| Edifici d'habitatges al carrer Escudellers, 5-9                                                                 | BCIL 2000 | Eclecticisme Joan Soler i Cortina 1847, 1852                                                                                | Barcelona C. Escudellers, 5-9                                                                        | 41° 22′ 45″ N, 2° 10′ 33″ E / 41.37909°N,2.17587°E    | IPA-41178 | Edifici d'habitatges al carrer Escudellers, 5-9 (Barcelona) · Vegeu més fotos d'aquest monument · Carregueu una nova foto d'aquest monument                        |
| Edifici d'habitatges al carrer Escudellers, 8, Bar Grill Room                                                   | BCIL 2000 | Eclecticisme, modernisme Josep Nolla Mitjan segle XIX; 1915, aprox.                                                         | Barcelona C. Escudellers, 8                                                                          | 41° 22′ 45″ N, 2° 10′ 34″ E / 41.379242°N,2.176036°E  | IPA-41179 | Edifici d'habitatges al carrer Escudellers, 8 (Barcelona) · Vegeu més fotos d'aquest monument · Carregueu una nova foto d'aquest monument                          |
| Edifici d'habitatges al carrer Freneria, 14                                                                     | BCIL 2000 | Obra popular XV-XVIII | Barcelona C. Freneria, 14 - bda. Santa Clara, 2 - c. Segòvia, 7                                      | 41° 23′ 02″ N, 2° 10′ 38″ E / 41.383834°N,2.17728°E   | IPA-41180 | Edifici d'habitatges al carrer Freneria, 14 (Barcelona) · Vegeu més fotos d'aquest monument · Carregueu una nova foto d'aquest monument                            |
| Església de l'Esperança                                                                                         | BCIL 2000 | Barroc XVIII | Barcelona C. Palma de Sant Just, 2 - pl. Sant Just, 5                                                | 41° 22′ 58″ N, 2° 10′ 42″ E / 41.382800°N,2.178407°E  | IPA-41196 | Església de l'Esperança (Barcelona) · Vegeu més fotos d'aquest monument · Carregueu una nova foto d'aquest monument                                                |
| Casa de la Congregació de la Puríssima Sang                                                                     | BCIL 2000 | Gòtic tardà 1542 | Barcelona Pl. Pi, 1 - c. Cardenal Casañas, 21                                                        | 41° 22′ 56″ N, 2° 10′ 25″ E / 41.382280°N,2.173632°E  | IPA-41200 | Casa de la Congregació de la Puríssima Sang (Barcelona) · Vegeu més fotos d'aquest monument · Carregueu una nova foto d'aquest monument                            |
| Casa del Gremi dels Revenedors, Ganiveteria Roca                                                                | BCIL 2000 | Barroc 1685; 1781 | Barcelona Pl. Pi, 3 - c. Petritxol, 2                                                                | 41° 22′ 57″ N, 2° 10′ 25″ E / 41.382443°N,2.173550°E  | IPA-41201 | Casa del Gremi dels Revenedors (Barcelona) · Vegeu més fotos d'aquest monument · Carregueu una nova foto d'aquest monument                                         |
| Grup Escolar Baixeras                                                                                           | BCIL 2000 | Noucentista Josep Goday i Casals 1918-22                                                                                    | Barcelona C. Salvador Aulet, 1 - via Laietana - c. Sotstinent Navarro                                | 41° 22′ 59″ N, 2° 10′ 47″ E / 41.382988°N,2.179831°E  | IPA-41211 | Grup Escolar Baixeras (Barcelona) · Vegeu més fotos d'aquest monument · Carregueu una nova foto d'aquest monument                                                  |
| Casa del Gremi dels Sabaters, Museu del Calçat                                                                  | BCIL 2000 | Renaixement 1565 | Barcelona Pl. Sant Felip Neri, 3 - c. Montjuic del Bisbe, 5                                          | 41° 23′ 00″ N, 2° 10′ 31″ E / 41.383459°N,2.175205°E  | IPA-41216 | Casa del Gremi dels Sabaters (Barcelona) · Vegeu més fotos d'aquest monument · Carregueu una nova foto d'aquest monument                                           |
| Casa del Gremi dels Calderers, Escola Sant Felip Neri                                                           | BCIL 2000 | Renaixement XVI | Barcelona Pl. Sant Felip Neri, 4 - c. Montjuic del Bisbe, 6 - pl. Frederic Marés                     | 41° 23′ 01″ N, 2° 10′ 30″ E / 41.383633°N,2.175070°E  | IPA-41217 | Casa del Gremi dels Calderers (Barcelona) · Vegeu més fotos d'aquest monument · Carregueu una nova foto d'aquest monument                                          |
| Casa Moxó | BCIL 2000 | Neoclassicisme Narcís Josep M. Bladó XIV, 1864                                                                              | Barcelona C. Sant Honorat, 1 - c. Call, 21                                                           | 41° 22′ 58″ N, 2° 10′ 36″ E / 41.382673°N,2.176546°E  | IPA-41219 | Casa Moxó (Barcelona) · Vegeu més fotos d'aquest monument · Carregueu una nova foto d'aquest monument                                                              |
| Font de Sant Just                                                                                               | BCIL 2000 | Gòtic, neoclassicisme 1367 aprox.                                                                                           | Barcelona Pl. Sant Just                                                                              | 41° 22′ 58″ N, 2° 10′ 43″ E / 41.382828°N,2.178528°E  | IPA-41220 | Font de Sant Just (Barcelona) · Vegeu més fotos d'aquest monument · Carregueu una nova foto d'aquest monument                                                      |
| Hotel Les Quatre Nacions i passatge Bacardí                                                                     | BCIL 2000 | Neoclassicisme-romàntic Francesc Daniel Molina Inici segle XIX; 1849-1865                                                   | Barcelona Rambla, 38 i 40-42 - pl. Reial, 16 - c. Nou de Zurbano, 2 - ptge. Bacardí                  | 41° 22′ 46″ N, 2° 10′ 31″ E / 41.379307°N,2.175242°E  | IPA-41336 | Hotel Les Quatre Nacions i passatge Bacardí (Barcelona) · Vegeu més fotos d'aquest monument · Carregueu una nova foto d'aquest monument                            |
| Casal del Metge                                                                                                 | BCIL 2000 | Noucentisme Adolf Florensa i Ferrer; Enric Catà i Catà 1931-32                                                              | Barcelona Via Laietana, 31 - c. Tapineria                                                            | 41° 23′ 06″ N, 2° 10′ 38″ E / 41.384992°N,2.177253°E  | IPA-41342 | Casal del Metge (Barcelona) · Vegeu més fotos d'aquest monument · Carregueu una nova foto d'aquest monument                                                        |
| Antic Palau Gòtic, actual Casa de Recés                                                                         | BCIL 2000 | Gòtic, barroc XV-XVI, XVIII                                                                                                 | Barcelona C. Palma de Sant Just, 4                                                                   | 41° 22′ 57″ N, 2° 10′ 42″ E / 41.382612°N,2.178468°E  | IPA-42539 | Antic Palau Gòtic (Barcelona) · Vegeu més fotos d'aquest monument · Carregueu una nova foto d'aquest monument                                                      |
| Casa Barnola | BCIL 2000 | Barroc XVIII | Barcelona C. Pi, 1                                                                                   | 41° 22′ 58″ N, 2° 10′ 26″ E / 41.382803°N,2.173968°E  | IPA-42540 | Casa Barnola (Barcelona) · Vegeu més fotos d'aquest monument · Carregueu una nova foto d'aquest monument                                                           |
| Casa Baulés | BCIL 2000 | Neoclassicisme-romàntic Narcís Nuet 1848                                                                                    | Barcelona Bda. Llibreteria, 9 - c. Tapineria, 1                                                      | 41° 23′ 02″ N, 2° 10′ 41″ E / 41.383934°N,2.178149°E  | IPA-42541 | Casa Baulés (Barcelona) · Vegeu més fotos d'aquest monument · Carregueu una nova foto d'aquest monument                                                            |
| Casa Elena Castellano                                                                                           | BCIL 2000 | Modernisme Jaume Torres i Grau 1907                                                                                         | Barcelona C. Santa Anna, 21                                                                          | 41° 23′ 07″ N, 2° 10′ 18″ E / 41.385371°N,2.171561°E  | IPA-42542 | Casa Elena Castellano (Barcelona) · Vegeu més fotos d'aquest monument · Carregueu una nova foto d'aquest monument                                                  |
| Casa Gironella, Casa Vives, Hotel Neri                                                                          | BCIL 2000 | Barroc XVIII | Barcelona C. Sant Sever, 5 - pl. Sant Felip Neri, 2 - c. Sant Felip Neri, 2-4                        | 41° 23′ 00″ N, 2° 10′ 31″ E / 41.383237°N,2.175373°E  | IPA-42543 | Casa Vives (Barcelona) · Vegeu més fotos d'aquest monument · Carregueu una nova foto d'aquest monument                                                             |
| Casa Josep Martí i Fàbregas                                                                                     | BCIL 2000 | Rococó (pati) Miquel Garriga i Roca; Francesc Batlle XVIII, 1864                                                            | Barcelona C. Portaferrissa, 17                                                                       | 41° 23′ 01″ N, 2° 10′ 23″ E / 41.383598°N,2.173075°E  | IPA-42544 | Casa Josep Martí i Fàbregas (Barcelona) · Vegeu més fotos d'aquest monument · Carregueu una nova foto d'aquest monument                                            |
| Casa Casimir Rull                                                                                               | BCIL 2000 | Renaixement, obra popular Josep Gallart XVI, 1857                                                                           | Barcelona C. Lledó, 13                                                                               | 41° 22′ 56″ N, 2° 10′ 45″ E / 41.382274°N,2.179218°E  | IPA-42545 | Casa Casimir Rull (Barcelona) · Vegeu més fotos d'aquest monument · Carregueu una nova foto d'aquest monument                                                      |
| Casa medieval                                                                                                   | BCIL 2000 | Romànic, gòtic XIII-XIV, XVII                                                                                               | Barcelona C. Sant Domènec del Call, 6 - c. Fruita, 2                                                 | 41° 22′ 57″ N, 2° 10′ 34″ E / 41.382632°N,2.176014°E  | IPA-42546 | Casa medieval (Barcelona) · Vegeu més fotos d'aquest monument · Carregueu una nova foto d'aquest monument                                                          |
| Hotel Gòtic | BCIL 2000 | Neoclassicisme-romàntic Francisco Daniel Molina Casamajó 1851                                                               | Barcelona C. de Jaume I, 14                                                                          | 41° 23′ 00″ N, 2° 10′ 41″ E / 41.383468°N,2.178181°E  | IPA-42547 | Hotel Gòtic (Barcelona) · Vegeu més fotos d'aquest monument · Carregueu una nova foto d'aquest monument                                                            |
| Palau Maldà | BCIL 2000 | Barroc XVII | Barcelona C. Pi, 5 - c. Perot lo Lladre, 1                                                           | 41° 23′ 00″ N, 2° 10′ 26″ E / 41.383212°N,2.173901°E  | IPA-42548 | Palau Maldà (Barcelona) · Vegeu més fotos d'aquest monument · Carregueu una nova foto d'aquest monument                                                            |
| Antiga Casa dels Canonges de Santa Anna (inclou Guanteria Alonso)                                               | BCIL 2000 | Barroc XV, XVIII, 1907, dècada del 1930                                                                                     | Barcelona C. Santa Anna, 27-29                                                                       | 41° 23′ 08″ N, 2° 10′ 18″ E / 41.385569°N,2.171800°E  | IPA-42549 | Antiga Casa dels Canonges de Santa Anna (Barcelona) · Vegeu més fotos d'aquest monument · Carregueu una nova foto d'aquest monument                                |
| Habitatges al carrer Gignàs, 17-21                                                                              | BCIL 2000 | Neoclassicisme-romàntic Mitjan segle XIX                                                                                    | Barcelona C. Gignàs, 17-19 i 21 - c. Groc, 4                                                         | 41° 22′ 52″ N, 2° 10′ 48″ E / 41.381197°N,2.180113°E  | IPA-42550 | Habitatges al carrer Gignàs, 17-21 (Barcelona) · Vegeu més fotos d'aquest monument · Carregueu una nova foto d'aquest monument                                     |
| Habitatges al carrer Boqueria, 30-32                                                                            | BCIL 2000 | Barroc XVIII | Barcelona C. Boqueria, 30-32                                                                         | 41° 22′ 54″ N, 2° 10′ 30″ E / 41.381656°N,2.174899°E  | IPA-42551 | Habitatges al carrer Boqueria, 30-32 (Barcelona) · Vegeu més fotos d'aquest monument · Carregueu una nova foto d'aquest monument                                   |
| Edifici Caixa Catalunya, antic Banc d'Espanya                                                                   | BCIL 2000 | Monumentalisme academicista José Yárnoz Larrosa; Luis Menéndez Pidal Alvarez 1933                                           | Barcelona Via Laietana, 35 - pl. Antoni Maura, 6 - av. Catedral - c. Doctor Joaquim Pou              | 41° 23′ 08″ N, 2° 10′ 35″ E / 41.385503°N,2.176355°E  | IPA-42552 | Edifici Caixa de Catalunya (Barcelona) · Vegeu més fotos d'aquest monument · Carregueu una nova foto d'aquest monument                                             |
| Casa Carreras (inclou la reixa de tancament del ptge. Patriarca)                                                | BCIL 2000 | Historicisme, modernisme Josep Puig i Cadafalch 1920 aprox.                                                                 | Barcelona C. Montsió, 5 - ptge. Patriarca, 2-10                                                      | 41° 23′ 09″ N, 2° 10′ 26″ E / 41.385757°N,2.173818°E  | IPA-42553 | Casa Carreras (Barcelona) · Vegeu més fotos d'aquest monument · Carregueu una nova foto d'aquest monument                                                          |
| Habitatge al carrer Avinyó, 42, Casa Evarist Arnús                                                              | BCIL 2000 | Historicisme Josep Oriol Mestres 1859                                                                                       | Barcelona C. Avinyó, 42 - c. Carabassa, 5                                                            | 41° 22′ 50″ N, 2° 10′ 42″ E / 41.380492°N,2.178408°E  | IPA-42554 | Habitatge al carrer Avinyó, 42 (Barcelona) · Vegeu més fotos d'aquest monument · Carregueu una nova foto d'aquest monument                                         |
| Habitatge al carrer Banys Nous, 1                                                                               | BCIL 2000 | Barroc 1716 | Barcelona C. Banys Nous, 1 - c. Boqueria, 47                                                         | 41° 22′ 55″ N, 2° 10′ 32″ E / 41.381901°N,2.175451°E  | IPA-42555 | Habitatge al carrer Banys Nous, 1 (Barcelona) · Vegeu més fotos d'aquest monument · Carregueu una nova foto d'aquest monument                                      |
| Habitatge al carrer Boqueria, 11-15                                                                             | BCIL 2000 | Modernisme 1915 aprox. | Barcelona C. Boqueria, 11-15                                                                         | 41° 22′ 53″ N, 2° 10′ 26″ E / 41.381405°N,2.173850°E  | IPA-42556 | Habitatge al carrer Boqueria, 11-15 (Barcelona) · Vegeu més fotos d'aquest monument · Carregueu una nova foto d'aquest monument                                    |
| Habitatge al carrer del Call, 8                                                                                 | BCIL 2000 | Barroc, Neoclassicisme-romàntic Francesc Joan Batlle 1848                                                                   | Barcelona C. Call, 8                                                                                 | 41° 22′ 55″ N, 2° 10′ 33″ E / 41.38206°N,2.17570°E    | IPA-42557 | Habitatge al carrer del Call, 8 (Barcelona) · Vegeu més fotos d'aquest monument · Carregueu una nova foto d'aquest monument                                        |
| Habitatge al carrer Correu Vell, 12-14                                                                          | BCIL 2000 | Gòtic, obra popular, romànic XIII                                                                                           | Barcelona C. Correu Vell, 12-14 - c. Hostal d'en Sol, 4                                              | 41° 22′ 54″ N, 2° 10′ 47″ E / 41.381799°N,2.179850°E  | IPA-42558 | Habitatge al carrer Correu Vell, 12-14 (Barcelona) · Vegeu més fotos d'aquest monument · Carregueu una nova foto d'aquest monument                                 |
| Habitatge al carrer Escudellers, 59                                                                             | BCIL 2000 | Barroc XVIII | Barcelona C. Escudellers, 59 - c. Arai, 1                                                            | 41° 22′ 49″ N, 2° 10′ 37″ E / 41.380294°N,2.177051°E  | IPA-42560 | Habitatge al carrer Escudellers, 59 (Barcelona) · Vegeu més fotos d'aquest monument · Carregueu una nova foto d'aquest monument                                    |
| Habitatge al carrer Lledó, 15, possible Casa Manuel de Figuerola                                                | BCIL 2000 | Obra popular XVIII, 1857 | Barcelona C. Lledó, 15                                                                               | 41° 22′ 56″ N, 2° 10′ 45″ E / 41.382221°N,2.179267°E  | IPA-42561 | Casa Guitart (Barcelona) · Vegeu més fotos d'aquest monument · Carregueu una nova foto d'aquest monument                                                           |
| Habitatge al carrer Lledó, 7 (actualment Hotel Mercer)                                                          | BCIL 2000 | Gòtic, obra popular XIX | Barcelona Carrer de Lledó, 7                                                                         | 41° 22′ 58″ N, 2° 10′ 44″ E / 41.382656°N,2.178926°E  | IPA-42562 | Habitatge al carrer Lledó, 7 (Barcelona) · Vegeu més fotos d'aquest monument · Carregueu una nova foto d'aquest monument                                           |
| Habitatge al carrer Portaferrissa, 10                                                                           | BCIL 2000 | Neoclassicisme-romàntic XIX                                                                                                 | Barcelona C. Portaferrissa, 10 - c. Petritxol, 17                                                    | 41° 23′ 00″ N, 2° 10′ 21″ E / 41.383296°N,2.172387°E  | IPA-42564 | Habitatge al carrer Portaferrissa, 10 (Barcelona) · Vegeu més fotos d'aquest monument · Carregueu una nova foto d'aquest monument                                  |
| Casa del carrer Quintana, 5 (inclou el restaurant Can Culleretes)                                               | BCIL 2000 | Neoclassicisme-romàntic 1850 aprox.                                                                                         | Barcelona C. Quintana, 5                                                                             | 41° 22′ 52″ N, 2° 10′ 28″ E / 41.381152°N,2.174391°E  | IPA-42565 | Casa del carrer Quintana, 5 (Barcelona) · Vegeu més fotos d'aquest monument · Carregueu una nova foto d'aquest monument                                            |
| Habitatge al carrer Sant Domènec del Call, 3-5                                                                  | BCIL 2000 | Obra popular, gòtic, modernisme Antoni Gallissà XIII, 1899-1900                                                             | Barcelona C. Sant Domènec del Call, 3-5 - c. Marlet, 4                                               | 41° 22′ 57″ N, 2° 10′ 34″ E / 41.382545°N,2.176006°E  | IPA-42566 | Habitatge al carrer Sant Domènec del Call, 3-5 (Barcelona) · Vegeu més fotos d'aquest monument · Carregueu una nova foto d'aquest monument                         |
| Habitatge al carrer Sant Domènec del Call, 7                                                                    | BCIL 2000 | Obra popular XVII | Barcelona C. Salomó ben Adret, 7 - c. Marlet, 5                                                      | 41° 22′ 57″ N, 2° 10′ 33″ E / 41.382602°N,2.175842°E  | IPA-42567 | Habitatge al carrer Sant Domènec del Call, 7 (Barcelona) · Vegeu més fotos d'aquest monument · Carregueu una nova foto d'aquest monument                           |
| Habitatge al carrer Sant Domènec del Call, 8                                                                    | BCIL 2000 | Gòtic, obra popular XIV-XVI                                                                                                 | Barcelona C. Sant Domènec del Call, 8 - c. Fruita, 1                                                 | 41° 22′ 58″ N, 2° 10′ 33″ E / 41.382710°N,2.175899°E  | IPA-42568 | Habitatge al carrer Sant Domènec del Call, 8 (Barcelona) · Vegeu més fotos d'aquest monument · Carregueu una nova foto d'aquest monument                           |
| Habitatge i Hotel Fornos                                                                                        | BCIL 2000 | Historicisme 1825 aprox., 1860 aprox.                                                                                       | Barcelona C. Colom, 2 - Rambla, 44                                                                   | 41° 22′ 47″ N, 2° 10′ 29″ E / 41.379681°N,2.174823°E  | IPA-42569 | Habitatge i Hotel Fornos (Barcelona) · Vegeu més fotos d'aquest monument · Carregueu una nova foto d'aquest monument                                               |
| Habitatge a la plaça del Regomir, 2                                                                             | BCIL 2000 | Primera meitat del segle XIX                                                                                                | Barcelona Pl. Regomir, 2 - c. Sant Simplici, 1-5 - c. Regomir, 1                                     | 41° 22′ 54″ N, 2° 10′ 44″ E / 41.381636°N,2.178872°E  | IPA-42570 | Habitatge a la plaça del Regomir, 2 (Barcelona) · Vegeu més fotos d'aquest monument · Carregueu una nova foto d'aquest monument                                    |
| Habitatge a la Rambla, 110                                                                                      | BCIL 2000 | Barroc Josep Buxareu i Gallart (remunta) XVIII                                                                              | Barcelona Rambla, 110 - c. Roca, 25                                                                  | 41° 22′ 57″ N, 2° 10′ 20″ E / 41.382575°N,2.172279°E  | IPA-42571 | Habitatge a la Rambla, 110 (Barcelona) · Vegeu més fotos d'aquest monument · Carregueu una nova foto d'aquest monument                                             |
| Habitatge a la Rambla, 112                                                                                      | BCIL 2000 | Barroc Segle XVIII | Barcelona Rambla, 112 - c. Roca, 27                                                                  | 41° 22′ 58″ N, 2° 10′ 20″ E / 41.382677°N,2.172192°E  | IPA-42572 | Habitatge a la Rambla, 112 (Barcelona) · Vegeu més fotos d'aquest monument · Carregueu una nova foto d'aquest monument                                             |
| Conjunt del passatge de la Banca, Passatge del Comerç                                                           | BCIL 2000 | Neoclassicisme, eclecticisme Elies Rogent, Domènec Balet 1869-1882                                                          | Barcelona Ptge. de la Banca - Rambla, 4-6 - c. Josep Anselm Clavé, 3                                 | 41° 22′ 38″ N, 2° 10′ 37″ E / 41.377223°N,2.176997°E  | IPA-52265 | Conjunt del passatge de la Banca (Barcelona) · Vegeu més fotos d'aquest monument · Carregueu una nova foto d'aquest monument                                       |
| Edificis del Passatge de la Banca                                                                               | BCIL 2000 | Eclecticisme Elies Rogent i Amat 1869                                                                                       | Barcelona Ptge. de la Banca, 1-3 i 2-4 - Rambla, 4-6                                                 | 41° 22′ 38″ N, 2° 10′ 37″ E / 41.377208°N,2.176921°E  | IPA-52514 | Edificis del Passatge de la Banca (Barcelona) · Vegeu més fotos d'aquest monument · Carregueu una nova foto d'aquest monument                                      |
| Museu de Cera                                                                                                   | BCIL 2000 | Eclecticisme Elies Rogent 1869-82                                                                                           | Barcelona Passatge de la Banca, 8                                                                    | 41° 22′ 39″ N, 2° 10′ 38″ E / 41.377381°N,2.177259°E  | IPA-42574 | Museu de Cera (Barcelona) · Vegeu més fotos d'aquest monument · Carregueu una nova foto d'aquest monument                                                          |
| Taller del Museu de Cera                                                                                        | BCIL 2000 | Historicisme 1869-1882 | Barcelona Ptge. Banca, 3 bis                                                                         | 41° 22′ 38″ N, 2° 10′ 38″ E / 41.377241°N,2.177238°E  | IPA-52340 | Taller del Museu de Cera (Barcelona) · Vegeu més fotos d'aquest monument · Carregueu una nova foto d'aquest monument                                               |
| Casa Felip de Miquel                                                                                            | BCIL 2000 | Neoclassicisme Josep Oriol i Bernadet 1847                                                                                  | Barcelona C. Josep Anselm Clavé, 3 - ptge. Banca, 5                                                  | 41° 22′ 37″ N, 2° 10′ 39″ E / 41.376844°N,2.177615°E  | IPA-52317 | Casa Felip de Miquel (Barcelona) · Vegeu més fotos d'aquest monument · Carregueu una nova foto d'aquest monument                                                   |
| Palau Castanyer                                                                                                 | BCIL 2000 | Neoclassicisme XIX | Barcelona C. Boters, 4 - c. Palla, 23                                                                | 41° 23′ 02″ N, 2° 10′ 27″ E / 41.383950°N,2.174225°E  | IPA-42575 | Palau Castanyer (Barcelona) · Vegeu més fotos d'aquest monument · Carregueu una nova foto d'aquest monument                                                        |
| Palau del Baró de Vilagaià i edificis adjacents                                                                 | BCIL 2000 | XVIII-XIX | Barcelona C. Comtal, 18-20 - c. Espolsa-sacs, 1-3 i 2                                                | 41° 23′ 11″ N, 2° 10′ 24″ E / 41.386431°N,2.173262°E  | IPA-42576 | Palau del Baró de Vilagaià (Barcelona) · Vegeu més fotos d'aquest monument · Carregueu una nova foto d'aquest monument                                             |
| Palau dels Gualbes                                                                                              | BCIL 2000 | Barroc XIV, inici segle XVIII                                                                                               | Barcelona C. Regomir, 11-19 - c. Correu Vell, 1                                                      | 41° 22′ 53″ N, 2° 10′ 46″ E / 41.381364°N,2.179345°E  | IPA-42577 | Palau dels Gualbes (Barcelona) · Vegeu més fotos d'aquest monument · Carregueu una nova foto d'aquest monument                                                     |
| Palau Fivaller                                                                                                  | BCIL 2000 | 1571; XVIII | Barcelona Pl. Sant Josep Oriol, 4 - c. Ave Maria, 1-3 - c. Banys Nous, 17                            | 41° 22′ 57″ N, 2° 10′ 28″ E / 41.382513°N,2.174362°E  | IPA-42578 | Palau Fivaller (Barcelona) · Vegeu més fotos d'aquest monument · Carregueu una nova foto d'aquest monument                                                         |
| Palau Pallejà (abans Palau Fivaller)                                                                            | BCIL 2000 | Gòtic XIII, XV-XVI | Barcelona C. Lledó, 4-6 - c. Reina Elionor, 3                                                        | 41° 22′ 57″ N, 2° 10′ 44″ E / 41.382562°N,2.178879°E  | IPA-42579 | Palau Pallejà (Barcelona) · Vegeu més fotos d'aquest monument · Carregueu una nova foto d'aquest monument                                                          |
| Habitatge al carrer Ample, 21                                                                                   | BCIL 2000 | Obra popular XVIII | Barcelona C. Ample, 21 - c. Carabassa, 12                                                            | 41° 22′ 47″ N, 2° 10′ 46″ E / 41.379702°N,2.179448°E  | IPA-42621 | Habitatge al carrer Ample, 21 (Barcelona) · Vegeu més fotos d'aquest monument · Carregueu una nova foto d'aquest monument                                          |
| Antiga Cereria Lluís Codina                                                                                     | BCIL 2016 | XIX | Barcelona C. Bisbe, 2 B                                                                              | 41° 22′ 59″ N, 2° 10′ 36″ E / 41.383111°N,2.176740°E  | IPA-42859 | Antiga Cereria Lluís Codina (Barcelona) · Vegeu més fotos d'aquest monument · Carregueu una nova foto d'aquest monument                                            |
| Cafè de l'Òpera, La Mallorquina                                                                                 | BCIL 2016 | Noucentisme 1882-1883, 1929                                                                                                 | Barcelona Rambla, 74 - c. Aroles, 6                                                                  | 41° 22′ 51″ N, 2° 10′ 25″ E / 41.380886°N,2.173749°E  | IPA-42863 | Cafè de l'Òpera (Barcelona) · Vegeu més fotos d'aquest monument · Carregueu una nova foto d'aquest monument                                                        |
| El Ingenio | BCIL 2016 | XIX | Barcelona C. Rauric, 6                                                                               | 41° 22′ 53″ N, 2° 10′ 30″ E / 41.381356°N,2.174894°E  | IPA-42868 | El Ingenio (Barcelona) · Vegeu més fotos d'aquest monument · Carregueu una nova foto d'aquest monument                                                             |
| Els Quatre Gats                                                                                                 | BCIL 2016 | Modernisme XIX | Barcelona C. de Montsió, 3 bis - ptge. del Patriarca, 1                                              | 41° 23′ 09″ N, 2° 10′ 25″ E / 41.38578°N,2.17367°E    | IPA-42871 | Els Quatre Gats (Barcelona) · Vegeu més fotos d'aquest monument · Carregueu una nova foto d'aquest monument                                                        |
| Ganiveteria Roca, Casa Solingen                                                                                 | BCIL 2016 | Modernisme XX | Barcelona Pl. Pi, 3 - c. Petritxol, 2B                                                               | 41° 22′ 57″ N, 2° 10′ 25″ E / 41.38244°N,2.17355°E    | IPA-42880 | Ganiveteria Roca (Barcelona) · Vegeu més fotos d'aquest monument · Carregueu una nova foto d'aquest monument                                                       |
| Antiga Casa Cotchet-Xancó                                                                                       | BCIL 2016 | Modernisme (mobiliari) XX                                                                                                   | Barcelona Rambla, 78-80                                                                              | 41° 22′ 52″ N, 2° 10′ 25″ E / 41.38113°N,2.17354°E    | IPA-43034 | Antiga Casa Cotchet-Xancó (Barcelona) · Vegeu més fotos d'aquest monument · Carregueu una nova foto d'aquest monument                                              |
| Barreteria Obach                                                                                                | BCIL 2016 | XX | Barcelona C. del Call, 2 - c. Banys Nous                                                             | 41° 22′ 55″ N, 2° 10′ 32″ E / 41.38190°N,2.17551°E    | IPA-43387 | Barreteria Obach (Barcelona) · Vegeu més fotos d'aquest monument · Carregueu una nova foto d'aquest monument                                                       |
| Cereria Subirà, antiga L'Argentina                                                                              | BCIL 2016 | XIX | Barcelona Bda. Llibreteria, 7                                                                        | 41° 23′ 02″ N, 2° 10′ 40″ E / 41.38398°N,2.17764°E    | IPA-43596 | Cereria Subirà (Barcelona) · Vegeu més fotos d'aquest monument · Carregueu una nova foto d'aquest monument                                                         |
| Guanteria Alonso, antiga Guanteria Perfumeria Mañós                                                             | BCIL 2016 | Modernisme 1905 | Barcelona C. Santa Anna, 27-29                                                                       | 41° 23′ 08″ N, 2° 10′ 18″ E / 41.38557°N,2.17180°E    | IPA-43597 | Guanteria Alonso (Barcelona) · Vegeu més fotos d'aquest monument · Carregueu una nova foto d'aquest monument                                                       |
| Numismàtica Calicó, Aureo & Calicó                                                                              | BCIL 2016 | XX | Barcelona Pl. de l'Àngel, 1-3 - via Laietana, 25                                                     | 41° 23′ 02″ N, 2° 10′ 42″ E / 41.38401°N,2.17834°E    | IPA-43598 | Numismàtica Calicó (Barcelona) · Vegeu més fotos d'aquest monument · Carregueu una nova foto d'aquest monument                                                     |
| Conjunt especial del sector de la muralla romana                                                                | BCIL 2000 | | Barcelona Av. Catedral, c. Palla, c. Banys Nous, c. Avinyó, c. Gignàs, via Laietana                  | 41° 22′ 59″ N, 2° 10′ 37″ E / 41.383°N,2.177°E        | IPA-45791 | Conjunt especial del sector de la muralla romana (Barcelona) · Vegeu més fotos d'aquest monument · Carregueu una nova foto d'aquest monument                       |
| Font Gòtica, Font de Santa Anna                                                                                 | BCIL 2000 | Gòtic, noucentisme 1356, 1918                                                                                               | Barcelona C. Cucurulla, 6                                                                            | 41° 23′ 04″ N, 2° 10′ 27″ E / 41.384532°N,2.174206°E  | IPA-51048 | Font Gòtica (Barcelona) · Vegeu més fotos d'aquest monument · Carregueu una nova foto d'aquest monument                                                            |
| Monument eqüestre a Ramon Berenguer III                                                                         | BCIL 2000 | Academicisme Josep Llimona 1888                                                                                             | Barcelona Pl. Ramon Berenguer el Gran                                                                | 41° 23′ 04″ N, 2° 10′ 40″ E / 41.384447°N,2.177768°E  | IPA-52189 | Monument eqüestre a Ramon Berenguer III (Barcelona) · Vegeu més fotos d'aquest monument · Carregueu una nova foto d'aquest monument                                |
| Casa Òdena | BCIL 2000 | Neoclassicisme-romàntic Antoni Jambrú i Badia 1853                                                                          | Barcelona C. Ferran, 6                                                                               | 41° 22′ 50″ N, 2° 10′ 28″ E / 41.380513°N,2.174427°E  | IPA-52207 | Casa Òdena (Barcelona) · Vegeu més fotos d'aquest monument · Carregueu una nova foto d'aquest monument                                                             |
| Casa Joan Puig, Hotel Catalonia, actual Hotel Allegro                                                           | BCIL 2000 | Eclecticisme Pere Bassegoda i Mateu 1872                                                                                    | Barcelona Av. Portal de l'Àngel, 15-17                                                               | 41° 23′ 08″ N, 2° 10′ 23″ E / 41.385515°N,2.173064°E  | IPA-52225 | Casa Joan Puig (Barcelona) · Vegeu més fotos d'aquest monument · Carregueu una nova foto d'aquest monument                                                         |
| Monument a Frederic Soler, A Serafí Pitarra                                                                     | BCIL 2000 | Modernisme Pere Falqués i Agustí Querol 1906                                                                                | Barcelona Pl. del Teatre                                                                             | 41° 22′ 43″ N, 2° 10′ 33″ E / 41.37869°N,2.17574°E    | IPA-52259 | Monument a Frederic Soler (Barcelona) · Vegeu més fotos d'aquest monument · Carregueu una nova foto d'aquest monument                                              |
| Casa Manuel de Compte                                                                                           | BCIL 2000 | Historicisme Rundbogenstil Elias Rogent 1859                                                                                | Barcelona C. del Palau, 4                                                                            | 41° 22′ 52″ N, 2° 10′ 41″ E / 41.381215°N,2.177920°E  | IPA-52271 | Casa Manuel de Compte (Barcelona) · Vegeu més fotos d'aquest monument · Carregueu una nova foto d'aquest monument                                                  |
| Edifici d'habitatges al carrer Petritxol, 1                                                                     | BCIL 2000 | Renaixement, barroc XV-XVI, XVIII                                                                                           | Barcelona C. Petritxol, 1                                                                            | 41° 22′ 57″ N, 2° 10′ 24″ E / 41.382425°N,2.173412°E  | IPA-52272 | Edifici d'habitatges al carrer Petritxol, 1 (Barcelona) · Vegeu més fotos d'aquest monument · Carregueu una nova foto d'aquest monument                            |
| Tres edificis d'habitatges Rambla 12-16                                                                         | BCIL 2000 | Neoclassicisme Final segle XVIII                                                                                            | Barcelona Rambla, 12, 14 i 16                                                                        | 41° 22′ 40″ N, 2° 10′ 35″ E / 41.377705°N,2.176409°E  | IPA-52274 | Tres edificis d'habitatges Rambla 12-16 (Barcelona) · Vegeu més fotos d'aquest monument · Carregueu una nova foto d'aquest monument                                |
| Casa Fontrodona, Casa Joaquim Fontrodona                                                                        | BCIL 2000 | Neoclassicisme-romàntic Miquel Garriga i Roca 1847                                                                          | Barcelona C. Petritxol, 4                                                                            | 41° 22′ 57″ N, 2° 10′ 24″ E / 41.382538°N,2.173306°E  | IPA-52275 | Casa Fontrodona (Barcelona) · Vegeu més fotos d'aquest monument · Carregueu una nova foto d'aquest monument                                                        |
| Casa Josep A. Buxeres                                                                                           | BCIL 2000 | Historicisme Elias Rogent 1857                                                                                              | Barcelona C. Palau, 5-13 - c. Comtessa de Sobradiel, 7                                               | 41° 22′ 52″ N, 2° 10′ 42″ E / 41.381182°N,2.178210°E  | IPA-52276 | Casa Josep A. Buxeres (Barcelona) · Vegeu més fotos d'aquest monument · Carregueu una nova foto d'aquest monument                                                  |
| Casa Jeroni Juncadella                                                                                          | BCIL 2000 | Neoclassicisme-romàntic, Renaixement Josep Fontseré i Domènech 1853                                                         | Barcelona C. Ferran, 30 - c. Trinitat, 4                                                             | 41° 22′ 53″ N, 2° 10′ 32″ E / 41.381437°N,2.175639°E  | IPA-52277 | Casa Jeroni Juncadella (Barcelona) · Vegeu més fotos d'aquest monument · Carregueu una nova foto d'aquest monument                                                 |
| Edifici d'habitatges al carrer Gignàs, 26                                                                       | BCIL 2000 | Obra popular XVIII | Barcelona C. Gignàs, 26                                                                              | 41° 22′ 53″ N, 2° 10′ 49″ E / 41.381304°N,2.180211°E  | IPA-52290 | Edifici d'habitatges al carrer Gignàs, 26 (Barcelona) · Vegeu més fotos d'aquest monument · Carregueu una nova foto d'aquest monument                              |
| Edifici d'habitatges al carrer Pi, 7                                                                            | BCIL 2000 | Neoclassicisme XVIII | Barcelona C. Pi, 7-7 bis - c. Perot lo Lladre, 2                                                     | 41° 23′ 00″ N, 2° 10′ 26″ E / 41.383373°N,2.173925°E  | IPA-52296 | Edifici d'habitatges al carrer Pi, 7 (Barcelona) · Vegeu més fotos d'aquest monument · Carregueu una nova foto d'aquest monument                                   |
| Casa Felicià Tarrés                                                                                             | BCIL 2000 | Neoclassicisme-romàntic Antoni Rovira i Rabassa 1860                                                                        | Barcelona C. Comtessa de Sobradiel, 6                                                                | 41° 22′ 52″ N, 2° 10′ 42″ E / 41.380975°N,2.178265°E  | IPA-52297 | Casa Felicià Tarrés (Barcelona) · Vegeu més fotos d'aquest monument · Carregueu una nova foto d'aquest monument                                                    |
| Casa Requesens                                                                                                  | BCIL 2000 | Gòtic, Neoclassicisme XV, XVIII                                                                                             | Barcelona C. Hèrcules, 3 - c. Arlet, 5                                                               | 41° 22′ 58″ N, 2° 10′ 41″ E / 41.382899°N,2.177937°E  | IPA-52299 | Casa Requesens (Barcelona) · Vegeu més fotos d'aquest monument · Carregueu una nova foto d'aquest monument                                                         |
| Palau Magarola                                                                                                  | BCIL 2000 | Eclecticisme, barroc J. Oriol i Bernadet; Narcís Nuet; Melcior Vinyals XVIII, 1846, 1865, 1912                              | Barcelona C. Portaferrissa, 13 - ptge. Magarola, 2-2b                                                | 41° 23′ 01″ N, 2° 10′ 22″ E / 41.383620°N,2.172879°E  | IPA-52300 | Palau Magarola (Barcelona) · Vegeu més fotos d'aquest monument · Carregueu una nova foto d'aquest monument                                                         |
| Casa Jover, Casa Peix Traveria                                                                                  | BCIL 2000 | Neoclassicisme Josep Oriol Mestres 1857                                                                                     | Barcelona C. Portaferrissa, 25-25 bis - c. Duc, 2                                                    | 41° 23′ 02″ N, 2° 10′ 25″ E / 41.383970°N,2.173713°E  | IPA-52301 | Casa Jover (Barcelona) · Vegeu més fotos d'aquest monument · Carregueu una nova foto d'aquest monument                                                             |
| Palau Solterra-Barberà                                                                                          | BCIL 2000 | Renaixement XVII | Barcelona Av. Portal de l'Àngel, 9 - c. Canuda, 45-47 - c. Flor, 4                                   | 41° 23′ 07″ N, 2° 10′ 25″ E / 41.38517°N,2.17350°E    | IPA-52302 | Palau Solterra-Barberà (Barcelona) · Vegeu més fotos d'aquest monument · Carregueu una nova foto d'aquest monument                                                 |
| Palau Marimon, Palau dels marquesos de Caldes de Montbui, Sanllehy                                              | BCIL 2000 | Renaixement, Neoclassicisme Josep Oriol Mestres XVII, 1880                                                                  | Barcelona Av. Portal de l'Àngel, 3-5                                                                 | 41° 23′ 05″ N, 2° 10′ 26″ E / 41.384740°N,2.173952°E  | IPA-52307 | Palau Marimon (Barcelona) · Vegeu més fotos d'aquest monument · Carregueu una nova foto d'aquest monument                                                          |
| Can Girona, Casa Antonio López                                                                                  | BCIL 2000 | Academicisme Josep Oriol Mestres Tercer quart del segle XIX                                                                 | Barcelona Pl. Duc de Medinaceli, 8 - c. Josep Anselm Clavé, 8                                        | 41° 22′ 42″ N, 2° 10′ 43″ E / 41.378206°N,2.178608°E  | IPA-52308 | Can Girona (Barcelona) · Vegeu més fotos d'aquest monument · Carregueu una nova foto d'aquest monument                                                             |
| Casa Bulbena | BCIL 2000 | Ramon Portusach i Barrató 1871                                                                                              | Barcelona C. Lledó, 17 - bda. Viladecols, 1 - pl. Traginers, 3b                                      | 41° 22′ 56″ N, 2° 10′ 46″ E / 41.382183°N,2.179379°E  | IPA-52309 | Casa Bulbena (Barcelona) · Vegeu més fotos d'aquest monument · Carregueu una nova foto d'aquest monument                                                           |
| Dependències i Rectorat Universitat Pompeu Fabra, Cases Miquel Elias                                            | BCIL 2000 | Neoclassicisme 1880, 1884, 1992-1993                                                                                        | Barcelona C. Mercè, 10 i 12 - pg. Colom, 15 i 16 - c. Boltres, 2                                     | 41° 22′ 45″ N, 2° 10′ 47″ E / 41.379117°N,2.179645°E  | IPA-52310 | Dependències i Rectorat Universitat Pompeu Fabra (Barcelona) · Vegeu més fotos d'aquest monument · Carregueu una nova foto d'aquest monument                       |
| Edifici Condeminas, Casa Condeminas                                                                             | BCIL 2000 | Modernisme 1860 aprox., 1902                                                                                                | Barcelona Pg. Colom, 11 - c. Mercè, 20-24                                                            | 41° 22′ 48″ N, 2° 10′ 50″ E / 41.37998°N,2.18066°E    | IPA-52311 | Edifici Condeminas (Barcelona) · Vegeu més fotos d'aquest monument · Carregueu una nova foto d'aquest monument                                                     |
| Dos edificis d'habitatges al carrer Pi, 8-10                                                                    | BCIL 2000 | Historicisme Antoni Rovira i Trias 1850                                                                                     | Barcelona C. Pi, 8 i 10                                                                              | 41° 22′ 59″ N, 2° 10′ 26″ E / 41.383082°N,2.174021°E  | IPA-52315 | Dos edificis d'habitatges al carrer Pi, 8-10 (Barcelona) · Vegeu més fotos d'aquest monument · Carregueu una nova foto d'aquest monument                           |
| Edifici d'habitatges al carrer Pi, 12                                                                           | BCIL 2000 | Neoclassicisme-Romàntic 1860 aprox.                                                                                         | Barcelona C. Pi, 12                                                                                  | 41° 23′ 00″ N, 2° 10′ 27″ E / 41.383312°N,2.174055°E  | IPA-52319 | Edifici d'habitatges al carrer Pi, 12 (Barcelona) · Vegeu més fotos d'aquest monument · Carregueu una nova foto d'aquest monument                                  |
| Edifici d'habitatges al carrer Pi, 13                                                                           | BCIL 2000 | Eclecticisme 1850 aprox. | Barcelona C. Pi, 13 - c. Portaferrissa, 34                                                           | 41° 23′ 02″ N, 2° 10′ 26″ E / 41.38384°N,2.173822°E   | IPA-52320 | Edifici d'habitatges al carrer Pi, 13 (Barcelona) · Vegeu més fotos d'aquest monument · Carregueu una nova foto d'aquest monument                                  |
| Edifici d'habitatges Rambla, 26                                                                                 | BCIL 2000 | Neoclassicisme Final segle XVIII                                                                                            | Barcelona Rambla, 26 - c. Gínjol, 6                                                                  | 41° 22′ 42″ N, 2° 10′ 34″ E / 41.378280°N,2.176129°E  | IPA-52322 | Edifici d'habitatges Rambla, 26 (Barcelona) · Vegeu més fotos d'aquest monument · Carregueu una nova foto d'aquest monument                                        |
| Edifici d'habitatges al carrer Portaferrissa, 21                                                                | BCIL 2000 | XVII-XVIII | Barcelona C. Portaferrissa, 21                                                                       | 41° 23′ 02″ N, 2° 10′ 24″ E / 41.383762°N,2.173376°E  | IPA-52325 | Edifici d'habitatges al carrer Portaferrissa, 21 (Barcelona) · Vegeu més fotos d'aquest monument · Carregueu una nova foto d'aquest monument                       |
| Edifici d'habitatges al carrer Portaferrissa, 22                                                                | BCIL 2000 | Neoclassicisme XVIII | Barcelona C. Portaferrissa, 22                                                                       | 41° 23′ 01″ N, 2° 10′ 23″ E / 41.383572°N,2.173044°E  | IPA-52326 | Edifici d'habitatges al carrer Portaferrissa, 22 (Barcelona) · Vegeu més fotos d'aquest monument · Carregueu una nova foto d'aquest monument                       |
| Edifici d'habitatges al carrer Lledó, 1                                                                         | BCIL 2000 | Gòtic, obra popular XV-XVIII                                                                                                | Barcelona C. Lledó, 1 - C. Bisbe Caçador, 2                                                          | 41° 22′ 59″ N, 2° 10′ 43″ E / 41.382947°N,2.178570°E  | IPA-52332 | Edifici d'habitatges al carrer Lledó, 1 (Barcelona) · Vegeu més fotos d'aquest monument · Carregueu una nova foto d'aquest monument                                |
| Edifici d'habitatges al carrer Lledó, 3                                                                         | BCIL 2000 | Gòtic XV-XVII | Barcelona C. Lledó, 3 - bda. Caçador, 1                                                              | 41° 22′ 58″ N, 2° 10′ 43″ E / 41.382871°N,2.178702°E  | IPA-52333 | Edifici d'habitatges al carrer Lledó, 3 (Barcelona) · Vegeu més fotos d'aquest monument · Carregueu una nova foto d'aquest monument                                |
| Casa Josep Altés                                                                                                | BCIL 2000 | Barroc XVIII | Barcelona Bda. Llibreteria, 2 - c. Dagueria, 1                                                       | 41° 23′ 01″ N, 2° 10′ 40″ E / 41.383540°N,2.177795°E  | IPA-52335 | Casa Josep Altés (Barcelona) · Vegeu més fotos d'aquest monument · Carregueu una nova foto d'aquest monument                                                       |
| Edifici d'habitatges al carrer Boters, 10 (inclou l'antiga Pirotècnia Estapé)                                   | BCIL 2000 | Neoclassicisme-Romàntic Joan Cortès 1847                                                                                    | Barcelona C. Boters, 10 - c. Palla, 29                                                               | 41° 23′ 03″ N, 2° 10′ 28″ E / 41.38412°N,2.17454°E    | IPA-52337 | Edifici d'habitatges al carrer Boters, 10 (Barcelona) · Vegeu més fotos d'aquest monument · Carregueu una nova foto d'aquest monument                              |
| Casa Ignasi de Puig                                                                                             | BCIL 2000 | Neoclàssic Narcís Josep M. Bladó 1861                                                                                       | Barcelona C. Boqueria, 10 - c. Aroles, 3                                                             | 41° 22′ 53″ N, 2° 10′ 26″ E / 41.381422°N,2.173955°E  | IPA-52338 | Casa Ignasi de Puig (Barcelona) · Vegeu més fotos d'aquest monument · Carregueu una nova foto d'aquest monument                                                    |
| Casa Josefa Nadal i Font de la Portaferrissa                                                                    | BCIL 2000 | Eclecticisme Pere Bassegoda i Mateu XVIII-XIX                                                                               | Barcelona Rambla, 116 - c. Portaferrissa, 2 - c. Roca, 31                                            | 41° 22′ 59″ N, 2° 10′ 19″ E / 41.383041°N,2.171901°E  | IPA-52352 | Casa Josefa Nadal (Barcelona) · Vegeu més fotos d'aquest monument · Carregueu una nova foto d'aquest monument                                                      |
| Edifici d'habitatges Rambla, 114                                                                                | BCIL 2000 | Barroc 1783 | Barcelona Rambla, 114 - c. Roca, 29                                                                  | 41° 22′ 58″ N, 2° 10′ 19″ E / 41.382833°N,2.172069°E  | 52356     | Edifici d'habitatges Rambla, 114 (Barcelona) · Vegeu més fotos d'aquest monument · Carregueu una nova foto d'aquest monument                                       |
| Edifici d'habitatges a la placeta de Sant Francesc, 6                                                           | BCIL 2000 | Barroc XVIII | Barcelona Plta. Sant Francesc, 6 - c. Aglà, 2-4                                                      | 41° 22′ 48″ N, 2° 10′ 35″ E / 41.380044°N,2.176470°E  | IPA-52357 | Edifici d'habitatges a la placeta de Sant Francesc, 6 (Barcelona) · Vegeu més fotos d'aquest monument · Carregueu una nova foto d'aquest monument                  |
| Edifici d'habitatges al carrer Ample, 24                                                                        | BCIL 2000 | Neoclassicisme-romàntic Segon terç segle XIX                                                                                | Barcelona C. Ample, 24 - c. Mercè, 13                                                                | 41° 22′ 49″ N, 2° 10′ 48″ E / 41.38028°N,2.17990°E    | IPA-52359 | Edifici d'habitatges al carrer Ample, 24 (Barcelona) · Vegeu més fotos d'aquest monument · Carregueu una nova foto d'aquest monument                               |
| Edifici d'habitatges a la Baixada Viladecols, 3                                                                 | BCIL 2000 | Barroc XVIII | Barcelona Bda. Viladecols, 3 - pl. Traginers, 3                                                      | 41° 22′ 55″ N, 2° 10′ 46″ E / 41.382045°N,2.179485°E  | IPA-52360 | Edifici d'habitatges a la Baixada Viladecols, 3 (Barcelona) · Vegeu més fotos d'aquest monument · Carregueu una nova foto d'aquest monument                        |
| Edifici d'habitatges al carrer Banys Nous, 20                                                                   | BCIL 2000 | Obra popular XVIII-XIX | Barcelona C. Banys Nous, 20 - bda. Santa Eulàlia, 1                                                  | 41° 22′ 58″ N, 2° 10′ 29″ E / 41.382885°N,2.174594°E  | IPA-52361 | Edifici d'habitatges al carrer Banys Nous, 20 (Barcelona) · Vegeu més fotos d'aquest monument · Carregueu una nova foto d'aquest monument                          |
| Edifici d'habitatges al carrer Boqueria, 8                                                                      | BCIL 2000 | Barroc XVII-XVIII | Barcelona C. Boqueria, 8 - c. Aroles, 1                                                              | 41° 22′ 53″ N, 2° 10′ 26″ E / 41.381389°N,2.173838°E  | IPA-52377 | Edifici d'habitatges al carrer Boqueria, 8 (Barcelona) · Vegeu més fotos d'aquest monument · Carregueu una nova foto d'aquest monument                             |
| Edifici d'habitatges al carrer Boqueria, 34                                                                     | BCIL 2000 | Obra popular XVI, XVIII | Barcelona C. Boqueria, 34 - c. Volta del Remei, 2                                                    | 41° 22′ 54″ N, 2° 10′ 31″ E / 41.381734°N,2.175179°E  | IPA-52382 | Edifici d'habitatges al carrer Boqueria, 34 (Barcelona) · Vegeu més fotos d'aquest monument · Carregueu una nova foto d'aquest monument                            |
| Edifici d'habitatges al carrer Boqueria, 36                                                                     | BCIL 2000 | Gòtic XIII-XV | Barcelona C. Boqueria, 36 - c. Volta del Remei, 1                                                    | 41° 22′ 54″ N, 2° 10′ 31″ E / 41.381762°N,2.175277°E  | IPA-52386 | Edifici d'habitatges al carrer Boqueria, 36 (Barcelona) · Vegeu més fotos d'aquest monument · Carregueu una nova foto d'aquest monument                            |
| Edifici d'habitatges al carrer Mercè, 17                                                                        | BCIL 2000 | Obra popular, gòtic XVII-XVIII                                                                                              | Barcelona C. Mercè, 17-19 - c. Plata, 3-5                                                            | 41° 22′ 50″ N, 2° 10′ 50″ E / 41.380449°N,2.180592°E  | IPA-52405 | Edifici d'habitatges al carrer Mercè, 17 (Barcelona) · Vegeu més fotos d'aquest monument · Carregueu una nova foto d'aquest monument                               |
| Edifici d'habitatges al carrer Mercè, 21                                                                        | BCIL 2000 | Obra popular XVIII | Barcelona C. Mercè, 21                                                                               | 41° 22′ 50″ N, 2° 10′ 51″ E / 41.380648°N,2.180747°E  | IPA-52407 | Edifici d'habitatges al carrer Mercè, 21 (Barcelona) · Vegeu més fotos d'aquest monument · Carregueu una nova foto d'aquest monument                               |
| Edifici d'habitatges al carrer Mercè, 23                                                                        | BCIL 2000 | Obra popular, gòtic XVIII                                                                                                   | Barcelona C. Mercè, 23 - c. Marquet, 4                                                               | 41° 22′ 51″ N, 2° 10′ 51″ E / 41.380746°N,2.180828°E  | IPA-52409 | Edifici d'habitatges al carrer Mercè, 23 (Barcelona) · Vegeu més fotos d'aquest monument · Carregueu una nova foto d'aquest monument                               |
| Restes d'edifici medieval                                                                                       | BCIL 2000 | Gòtic XIV | Barcelona Bda. Viladecols, 5-7 - c. Correu Vell, 11 - c. Hostal d'en Sol, 2 - pl. Traginers, 1-2     | 41° 22′ 55″ N, 2° 10′ 47″ E / 41.382062°N,2.179732°E  | IPA-52412 | Restes d'edifici medieval (Barcelona) · Vegeu més fotos d'aquest monument · Carregueu una nova foto d'aquest monument                                              |
| Edifici d'habitatges al carrer Mercè, 36                                                                        | BCIL 2000 | Barroc XVIII | Barcelona C. Mercè, 36 - c. Marquet, 5                                                               | 41° 22′ 51″ N, 2° 10′ 51″ E / 41.380830°N,2.180911°E  | IPA-52414 | Edifici d'habitatges al carrer Mercè, 36 (Barcelona) · Vegeu més fotos d'aquest monument · Carregueu una nova foto d'aquest monument                               |
| Edifici d'habitatges al carrer Sant Sever, 1                                                                    | BCIL 2000 | Gòtic-Renaixement XVI | Barcelona C. de Sant Sever, 1                                                                        | 41° 22′ 59″ N, 2° 10′ 31″ E / 41.382937°N,2.175167°E  | IPA-52427 | Edifici d'habitatges al carrer Sant Sever, 1 (Barcelona) · Vegeu més fotos d'aquest monument · Carregueu una nova foto d'aquest monument                           |
| Edifici d'habitatges, actual Col·legi Sagrada Familia d'Urgell                                                  | BCIL 2000 | Neoclassicisme Inici segle XIX                                                                                              | Barcelona C. d'Avinyó, 20                                                                            | 41° 22′ 52″ N, 2° 10′ 36″ E / 41.381101°N,2.176712°E  | IPA-52432 | Edifici Col·legi Sagrada Familia d'Urgell (Barcelona) · Vegeu més fotos d'aquest monument · Carregueu una nova foto d'aquest monument                              |
| Edifici d'habitatges pl. Duc de Medinaceli, 7                                                                   | BCIL 2000 | Neoclassicisme-Romàntic Francesc Ubach 1860, aprox.                                                                         | Barcelona Pl. Duc de Medinaceli, 7                                                                   | 41° 22′ 41″ N, 2° 10′ 44″ E / 41.378144°N,2.178797°E  | IPA-52444 | Edifici d'habitatges pl. Duc de Medinaceli, 7 (Barcelona) · Vegeu més fotos d'aquest monument · Carregueu una nova foto d'aquest monument                          |
| Dos edificis d'habitatges al carrer Regomir, 21-23                                                              | BCIL 2000 | Obra popular XVII | Barcelona C. Regomir, 21 i 23 - c. Correu Vell, 2                                                    | 41° 22′ 53″ N, 2° 10′ 47″ E / 41.381258°N,2.179598°E  | IPA-52460 | Dos edificis d'habitatges al carrer Regomir, 21-23 (Barcelona) · Vegeu més fotos d'aquest monument · Carregueu una nova foto d'aquest monument                     |
| Edifici d'habitatges al carrer Veguer, 5-7                                                                      | BCIL 2000 | Obra popular, gòtic Medieval, XVII-XVIII                                                                                    | Barcelona C. Veguer, 5-7 - c. Brocaters, 3 - c. Segòvia, 2-4                                         | 41° 23′ 02″ N, 2° 10′ 40″ E / 41.383827°N,2.177662°E  | IPA-52465 | Edifici d'habitatges al carrer Veguer, 5-7 (Barcelona) · Vegeu més fotos d'aquest monument · Carregueu una nova foto d'aquest monument                             |
| Edifici d'habitatges al carrer Veguer, 13                                                                       | BCIL 2000 | Obra popular 1780 | Barcelona C. Veguer, 13 - bda. Santa Clara, 4 - c. Segòvia, 8                                        | 41° 23′ 02″ N, 2° 10′ 39″ E / 41.383971°N,2.177503°E  | IPA-52468 | Edifici d'habitatges al carrer Veguer, 13 (Barcelona) · Vegeu més fotos d'aquest monument · Carregueu una nova foto d'aquest monument                              |
| Edifici d'oficines i habitatges al passeig Colom, 1                                                             | BCIL 2000 | Neoclassicisme-Romàntic Mitjan segle XIX                                                                                    | Barcelona Pg. Colom, 1 - pl. Antoni López, 5                                                         | 41° 22′ 52″ N, 2° 10′ 54″ E / 41.381104°N,2.181537°E  | IPA-52472 | Edifici d'oficines i habitatges al passeig Colom, 1 (Barcelona) · Vegeu més fotos d'aquest monument · Carregueu una nova foto d'aquest monument                    |
| Edifici d'habitatges al carrer Colom, 1                                                                         | BCIL 2000 | Historicisme 1860 aprox. | Barcelona C. Colom, 1 - Rambla, 46                                                                   | 41° 22′ 47″ N, 2° 10′ 29″ E / 41.379717°N,2.174773°E  | IPA-52475 | Edifici d'habitatges al carrer Colom, 1 (Barcelona) · Vegeu més fotos d'aquest monument · Carregueu una nova foto d'aquest monument                                |
| Edifici d'habitatges al carrer Escudellers, 44                                                                  | BCIL 2000 | Barroc 1769 | Barcelona C. Escudellers, 44 - c. Còdols, 3-5                                                        | 41° 22′ 49″ N, 2° 10′ 38″ E / 41.380326°N,2.177282°E  | IPA-52481 | Edifici d'habitatges al carrer Escudellers, 44 (Barcelona) · Vegeu més fotos d'aquest monument · Carregueu una nova foto d'aquest monument                         |
| Edifici d'habitatges al carrer Escudellers Blancs, 3 bis                                                        | BCIL 2000 | Neoclassicisme-Romàntic XIX                                                                                                 | Barcelona C. Escudellers Blancs, 3 bis                                                               | 41° 22′ 50″ N, 2° 10′ 34″ E / 41.380452°N,2.176170°E  | IPA-52485 | Edifici d'habitatges al carrer Escudellers Blancs, 3 bis (Barcelona) · Vegeu més fotos d'aquest monument · Carregueu una nova foto d'aquest monument               |
| Edifici del Servei de Prevenció, Orientació i Tractament de Toxicòmans, antic edifici d'habitatges              | BCIL 2000 | Gòtic, Neoclassicisme Medieval, XVIII                                                                                       | Barcelona C. Sant Honorat, 5 - c. Fruita, 5                                                          | 41° 22′ 59″ N, 2° 10′ 34″ E / 41.382935°N,2.176097°E  | IPA-52490 | Edifici del Servei de Prevenció, Orientació i Tractament de Toxicòmans (Barcelona) · Vegeu més fotos d'aquest monument · Carregueu una nova foto d'aquest monument |
| Edifici d'habitatges al carrer Estruc, 14                                                                       | BCIL 2000 | Barroc XVIII | Barcelona C. Estruc, 14                                                                              | 41° 23′ 13″ N, 2° 10′ 22″ E / 41.386846°N,2.172800°E  | IPA-52493 | Edifici d'habitatges al carrer Estruc, 14 (Barcelona) · Vegeu més fotos d'aquest monument · Carregueu una nova foto d'aquest monument                              |
| Edifici d'habitatges al carrer Gignàs, 23                                                                       | BCIL 2000 | Eclecticisme Mitjan segle XIX                                                                                               | Barcelona C. Gignàs, 23 - c. Groc, 3                                                                 | 41° 22′ 53″ N, 2° 10′ 49″ E / 41.38147°N,2.18023°E    | IPA-52496 | Edifici d'habitatges al carrer Gignàs, 23 (Barcelona) · Vegeu més fotos d'aquest monument · Carregueu una nova foto d'aquest monument                              |
| Dos edificis d'habitatges al carrer Palma de Sant Just, 16                                                      | BCIL 2000 | Historicisme Mitjan segle XIX                                                                                               | Barcelona C. Palma de Sant Just, 16 - c. Cometa, 4-4b - Pati Llimona                                 | 41° 22′ 55″ N, 2° 10′ 45″ E / 41.381993°N,2.179055°E  | IPA-52512 | Dos edificis d'habitatges al carrer Palma de Sant Just, 16 (Barcelona) · Vegeu més fotos d'aquest monument · Carregueu una nova foto d'aquest monument             |
| Edifici d'habitatges al carrer Call, 5                                                                          | BCIL 2000 | Gòtic XV-XVI | Barcelona C. Call, 5-7 - c. Arc de Sant Ramon del Call, 1                                            | 41° 22′ 56″ N, 2° 10′ 33″ E / 41.382196°N,2.175719°E  | IPA-52520 | Edifici d'habitatges al carrer Call, 5 (Barcelona) · Vegeu més fotos d'aquest monument · Carregueu una nova foto d'aquest monument                                 |
| Edifici d'habitatges al carrer Call, 10                                                                         | BCIL 2000 | Neoclassicisme-Romàntic 1870 aprox.                                                                                         | Barcelona C. Call, 10                                                                                | 41° 22′ 56″ N, 2° 10′ 33″ E / 41.382134°N,2.175796°E  | IPA-52523 | Edifici d'habitatges al carrer Call, 10 (Barcelona) · Vegeu més fotos d'aquest monument · Carregueu una nova foto d'aquest monument                                |
| Conjunt de la Rambla                                                                                            | BCIL 2000 | Neoclassicisme-Romàntic, eclecticisme, barroc XVIII                                                                         | Barcelona La Rambla                                                                                  | 41° 22′ 53″ N, 2° 10′ 23″ E / 41.381389°N,2.173056°E  | IPA-52544 | Conjunt de la Rambla (Barcelona) · Vegeu més fotos d'aquest monument · Carregueu una nova foto d'aquest monument                                                   |
| Tram de l'Aqüeducte de Barcelona al carrer Duran i Bas                                                          | BCIL 2000 | | Barcelona C. Duran i Bas, 16 - pl. Vuit de Març                                                      | 41° 23′ 08″ N, 2° 10′ 29″ E / 41.385426°N,2.174687°E  | IPA-53227 | Tram de l'Aqüeducte de Barcelona al carrer Duran i Bas (Barcelona) · Vegeu més fotos d'aquest monument · Carregueu una nova foto d'aquest monument                 |
| Casa Morell | BCIL 2022 | Neoclassicisme Josep Oriol Mestres 1851                                                                                     | Barcelona C. Sant Honorat, 3 - c. Fruita, 4                                                          | 41° 22′ 58″ N, 2° 10′ 35″ E / 41.382812°N,2.176288°E  | IPA-53247 | Casa Morell (Barcelona) · Vegeu més fotos d'aquest monument · Carregueu una nova foto d'aquest monument                                                            |
| Restes d'una vil·la romana                                                                                      | BCIL 2000 | Romà Segle IV | Barcelona Av. Catedral, 7                                                                            | 41° 23′ 06″ N, 2° 10′ 33″ E / 41.385048°N,2.175951°E  | IPA-53252 | Restes d'una vil·la romana (Barcelona) · Vegeu més fotos d'aquest monument · Carregueu una nova foto d'aquest monument                                             |
| Casa Pablo Turull                                                                                               | BCIL 2000 | 1878 | Barcelona C. Ferran, 34                                                                              | 41° 22′ 55″ N, 2° 10′ 34″ E / 41.38181°N,2.17611°E    | IPA-53284 | Casa Pablo Turull (Barcelona) · Vegeu més fotos d'aquest monument · Carregueu una nova foto d'aquest monument                                                      |

## Plaça Reial
| Monument                                    | Protecció | Estil/època                                                                | Localització                                         | Coordenades                                        | Codi?     | Imatge |
| ------------------------------------------- | --------- | -------------------------------------------------------------------------- | ---------------------------------------------------- | -------------------------------------------------- | --------- | --- |
| Plaça Reial                                 | BCIL 2000 | Neoclassicisme-romàntic Francesc Daniel Molina i Casamajó 1848-60; 1982-84 | Barcelona Pl. Reial                                  | 41° 22′ 48″ N, 2° 10′ 31″ E / 41.3801°N,2.1754°E   | IPA-40656 | Plaça Reial (Barcelona) · Vegeu més fotos d'aquest monument · Carregueu una nova foto d'aquest monument                                 |
| Fanals de la Plaça Reial                    | BCIL 2000 | Modernisme Antoni Gaudí i Cornet 1878                                      | Barcelona Pl. Reial                                  | 41° 22′ 49″ N, 2° 10′ 31″ E / 41.3802°N,2.17515°E  | IPA-52179 | Fanals de la Plaça Reial (Barcelona) · Vegeu més fotos d'aquest monument · Carregueu una nova foto d'aquest monument                    |
| Font de les Tres Gràcies                    | BCIL 2000 | Neoclassicisme 1876                                                        | Barcelona Pl. Reial                                  | 41° 22′ 48″ N, 2° 10′ 31″ E / 41.38010°N,2.17528°E | IPA-52182 | Font de les Tres Gràcies (Barcelona) · Vegeu més fotos d'aquest monument · Carregueu una nova foto d'aquest monument                    |
| Edifici d'habitatges a la plaça Reial, 1    | BCIL 2000 | Neoclassicisme-Romàntic Francesc Daniel Molina Casamajó 1860 aprox.        | Barcelona Pl. Reial, 1 - c. Colom, 3-5               | 41° 22′ 48″ N, 2° 10′ 30″ E / 41.38000°N,2.17492°E | IPA-52371 | Edifici d'habitatges a la plaça Reial, 1 (Barcelona) · Vegeu més fotos d'aquest monument · Carregueu una nova foto d'aquest monument    |
| Edifici d'habitatges a la plaça Reial, 2    | BCIL 2000 | Neoclassicisme-Romàntic Francesc Daniel Molina Casamajó 1860 aprox.        | Barcelona Pl. Reial, 2 - Rambla, 52                  | 41° 22′ 48″ N, 2° 10′ 29″ E / 41.38010°N,2.17480°E | IPA-52379 | Edifici d'habitatges a la plaça Reial, 2 (Barcelona) · Vegeu més fotos d'aquest monument · Carregueu una nova foto d'aquest monument    |
| Edifici d'habitatges a la plaça Reial, 3    | BCIL 2000 | Neoclassicisme-Romàntic Francesc Daniel Molina Casamajó 1860 aprox.        | Barcelona Pl. Reial, 3                               | 41° 22′ 49″ N, 2° 10′ 29″ E / 41.38017°N,2.17471°E | IPA-52380 | Edifici d'habitatges a la plaça Reial, 3 (Barcelona) · Vegeu més fotos d'aquest monument · Carregueu una nova foto d'aquest monument    |
| Bar Glaciar                                 |           | XX                                                                         | Barcelona Pl. Reial, 3                               | 41° 22′ 49″ N, 2° 10′ 29″ E / 41.38020°N,2.17476°E | IPA-42861 | Bar Glaciar (Barcelona) · Vegeu més fotos d'aquest monument · Carregueu una nova foto d'aquest monument                                 |
| Edifici d'habitatges a la plaça Reial, 4    | BCIL 2000 | Neoclassicisme-Romàntic Francesc Daniel Molina Casamajó 1860 aprox.        | Barcelona Pl. Reial, 4 - ptge Madoz, 6               | 41° 22′ 49″ N, 2° 10′ 29″ E / 41.38030°N,2.17483°E | IPA-52381 | Edifici d'habitatges a la plaça Reial, 4 (Barcelona) · Vegeu més fotos d'aquest monument · Carregueu una nova foto d'aquest monument    |
| Passatge Madoz                              |           | Neoclassicisme-romàntic XIX                                                | Barcelona Pl. Reial                                  | 41° 22′ 50″ N, 2° 10′ 29″ E / 41.38050°N,2.17477°E | IPA-41337 | Passatge Madoz (Barcelona) · Vegeu més fotos d'aquest monument · Carregueu una nova foto d'aquest monument                              |
| Edifici d'habitatges al passatge Madoz, 2-4 | BCIL 2000 | Eclecticisme 1860 aprox.                                                   | Barcelona Ptge. Madoz, 2-4 - c. Ferran, 8            | 41° 22′ 50″ N, 2° 10′ 29″ E / 41.38053°N,2.17460°E | IPA-52443 | Edifici d'habitatges al passatge Madoz, 2-4 (Barcelona) · Vegeu més fotos d'aquest monument · Carregueu una nova foto d'aquest monument |
| Edifici d'habitatges al passatge Madoz, 1   | BCIL 2000 | Historicisme 1860 aprox.                                                   | Barcelona Ptge. Madoz, 1 - c. Ferran, 10             | 41° 22′ 50″ N, 2° 10′ 29″ E / 41.38061°N,2.17465°E | IPA-52365 | Edifici d'habitatges al passatge Madoz, 1 (Barcelona) · Vegeu més fotos d'aquest monument · Carregueu una nova foto d'aquest monument   |
| Edifici d'habitatges al passatge Madoz, 3   | BCIL 2000 | Historicisme 1860 aprox.                                                   | Barcelona Ptge. Madoz, 3                             | 41° 22′ 50″ N, 2° 10′ 29″ E / 41.38051°N,2.17478°E | IPA-52367 | Edifici d'habitatges al passatge Madoz, 3 (Barcelona) · Vegeu més fotos d'aquest monument · Carregueu una nova foto d'aquest monument   |
| Edifici d'habitatges a la plaça Reial, 5    | BCIL 2000 | Neoclassicisme-Romàntic Francesc Daniel Molina Casamajó 1860 aprox.        | Barcelona Pl. Reial, 5 - ptge Madoz, 5               | 41° 22′ 50″ N, 2° 10′ 30″ E / 41.38043°N,2.17500°E | IPA-52383 | Edifici d'habitatges a la plaça Reial, 5 (Barcelona) · Vegeu més fotos d'aquest monument · Carregueu una nova foto d'aquest monument    |
| Edifici d'habitatges a la plaça Reial, 6    | BCIL 2000 | Neoclassicisme-Romàntic Francesc Daniel Molina Casamajó 1860 aprox.        | Barcelona Pl. Reial, 6 - c. Vidre, 4 - c. Heures, 2B | 41° 22′ 50″ N, 2° 10′ 30″ E / 41.38051°N,2.17511°E | IPA-52384 | Edifici d'habitatges a la plaça Reial, 6 (Barcelona) · Vegeu més fotos d'aquest monument · Carregueu una nova foto d'aquest monument    |
| L'Herbolari del Rei                         | BCIL 2000 | Eclecticisme neogòtic Francesc Soler i Rovirosa 1858                       | Barcelona C. Heures, 1 - c. Vidre, 1                 | 41° 22′ 50″ N, 2° 10′ 30″ E / 41.38062°N,2.17508°E | IPA-42884 | L'Herbolari del Rei (Barcelona) · Vegeu més fotos d'aquest monument · Carregueu una nova foto d'aquest monument                         |
| Edifici d'habitatges a la plaça Reial, 7    | BCIL 2000 | Neoclassicisme-Romàntic Francesc Daniel Molina Casamajó 1860 aprox.        | Barcelona Pl. Reial, 7 - c. Heures, 2                | 41° 22′ 50″ N, 2° 10′ 31″ E / 41.38055°N,2.17516°E | IPA-52385 | Edifici d'habitatges a la plaça Reial, 7 (Barcelona) · Vegeu més fotos d'aquest monument · Carregueu una nova foto d'aquest monument    |
| Edifici d'habitatges a la plaça Reial, 8    | BCIL 2000 | Neoclassicisme-Romàntic Francesc Daniel Molina Casamajó 1860 aprox.        | Barcelona Pl. Reial, 8 - c. Tres Llits, 1-5          | 41° 22′ 50″ N, 2° 10′ 31″ E / 41.38046°N,2.17527°E | IPA-52387 | Edifici d'habitatges a la plaça Reial, 8 (Barcelona) · Vegeu més fotos d'aquest monument · Carregueu una nova foto d'aquest monument    |
| Edifici d'habitatges a la plaça Reial, 9    | BCIL 2000 | Neoclassicisme-Romàntic Francesc Daniel Molina Casamajó 1860 aprox.        | Barcelona Pl. Reial, 9 - c. Tres Llits, 2A           | 41° 22′ 49″ N, 2° 10′ 31″ E / 41.38036°N,2.17541°E | IPA-52388 | Edifici d'habitatges a la plaça Reial, 9 (Barcelona) · Modifica el valor a Wikidata · Carregueu una nova foto d'aquest monument         |
| Edifici d'habitatges a la plaça Reial, 10   | BCIL 2000 | Neoclassicisme-Romàntic Francesc Daniel Molina Casamajó 1860 aprox.        | Barcelona Pl. Reial, 10 - c. Tres Llits, 2           | 41° 22′ 49″ N, 2° 10′ 32″ E / 41.38020°N,2.17560°E | IPA-52391 | Edifici d'habitatges a la plaça Reial, 10 (Barcelona) · Vegeu més fotos d'aquest monument · Carregueu una nova foto d'aquest monument   |
| Edifici d'habitatges a la plaça Reial, 11   | BCIL 2000 | Neoclassicisme-Romàntic Francesc Daniel Molina Casamajó 1860 aprox.        | Barcelona Pl. Reial, 11                              | 41° 22′ 48″ N, 2° 10′ 33″ E / 41.38005°N,2.17580°E | IPA-52394 | Edifici d'habitatges a la plaça Reial, 11 (Barcelona) · Vegeu més fotos d'aquest monument · Carregueu una nova foto d'aquest monument   |
| Edifici d'habitatges a la plaça Reial, 12   | BCIL 2000 | Neoclassicisme-Romàntic Francesc Daniel Molina Casamajó 1860 aprox.        | Barcelona Pl. Reial, 12 - c. Vidre, 3                | 41° 22′ 48″ N, 2° 10′ 33″ E / 41.37999°N,2.17584°E | IPA-52395 | Edifici d'habitatges a la plaça Reial, 12 (Barcelona) · Vegeu més fotos d'aquest monument · Carregueu una nova foto d'aquest monument   |
| Edifici d'habitatges a la plaça Reial, 13   | BCIL 2000 | Neoclassicisme-Romàntic Francesc Daniel Molina Casamajó 1860 aprox.        | Barcelona Pl. Reial, 13 - c. Vidre, 6                | 41° 22′ 48″ N, 2° 10′ 33″ E / 41.37991°N,2.17573°E | IPA-52397 | Edifici d'habitatges a la plaça Reial, 13 (Barcelona) · Vegeu més fotos d'aquest monument · Carregueu una nova foto d'aquest monument   |
| Edifici d'habitatges a la plaça Reial, 14   | BCIL 2000 | Neoclassicisme-Romàntic Francesc Daniel Molina Casamajó 1860 aprox.        | Barcelona Pl. Reial, 14                              | 41° 22′ 47″ N, 2° 10′ 32″ E / 41.37980°N,2.17559°E | IPA-52401 | Edifici d'habitatges a la plaça Reial, 14 (Barcelona) · Vegeu més fotos d'aquest monument · Carregueu una nova foto d'aquest monument   |
| Edifici d'habitatges a la plaça Reial, 15   | BCIL 2000 | Neoclassicisme-Romàntic Francesc Daniel Molina Casamajó 1860 aprox.        | Barcelona Pl. Reial, 15 - c. Nou de Zurbano, 1       | 41° 22′ 47″ N, 2° 10′ 32″ E / 41.37971°N,2.17547°E | IPA-52403 | Edifici d'habitatges a la plaça Reial, 15 (Barcelona) · Vegeu més fotos d'aquest monument · Carregueu una nova foto d'aquest monument   |
| Edifici d'habitatges a la plaça Reial, 17   | BCIL 2000 | Neoclassicisme-Romàntic Francesc Daniel Molina Casamajó 1860 aprox.        | Barcelona Pl. Reial, 17 - c. Nou de Zurbano, 1       | 41° 22′ 47″ N, 2° 10′ 31″ E / 41.37971°N,2.17529°E | IPA-52404 | Edifici d'habitatges a la plaça Reial, 17 (Barcelona) · Vegeu més fotos d'aquest monument · Carregueu una nova foto d'aquest monument   |
| Edifici d'habitatges a la plaça Reial, 18   | BCIL 2000 | Neoclassicisme-Romàntic Francesc Daniel Molina Casamajó 1860 aprox.        | Barcelona Pl. Reial, 18 - c. Colom, 4                | 41° 22′ 48″ N, 2° 10′ 30″ E / 41.37988°N,2.17511°E | IPA-52406 | Edifici d'habitatges a la plaça Reial, 18 (Barcelona) · Vegeu més fotos d'aquest monument · Carregueu una nova foto d'aquest monument   |

## Monuments integrants del patrimoni
Resta de béns inclosos a l'Inventari del Patrimoni Arquitectònic Català.
| Monument                                                  | Protecció | Estil/època                                                        | Localització                                                | Coordenades                                          | Codi?     | Imatge |
| --------------------------------------------------------- | --------- | ------------------------------------------------------------------ | ----------------------------------------------------------- | ---------------------------------------------------- | --------- | --- |
| Tram de l'Aqüeducte de Barcelona a la plaça Nova          |           | Obra popular Romà                                                  | Barcelona Pl. Nova - av. Catedral, 2                        | 41° 23′ 03″ N, 2° 10′ 32″ E / 41.38412°N,2.17545°E   | IPA-36887 | Tram de l'Aqüeducte de Barcelona a la plaça Nova (Barcelona) · Vegeu més fotos d'aquest monument · Carregueu una nova foto d'aquest monument    |
| Casa Joan Cabot                                           |           | Eclecticisme Josep Fontseré i Domènech XIX (1847)                  | Barcelona C. Escudellers, 31 - c. del Vidre, 7              | 41° 22′ 47″ N, 2° 10′ 35″ E / 41.37983°N,2.17641°E   | IPA-40378 | Casa Joan Cabot (Barcelona) · Vegeu més fotos d'aquest monument · Carregueu una nova foto d'aquest monument                                     |
| Antiga Capella de l'Hospital de Sant Sever                |           | Renaixement XVI                                                    | Barcelona C. de la Palla, 21                                | 41° 23′ 01″ N, 2° 10′ 28″ E / 41.383555°N,2.174327°E | IPA-40445 | Antiga Capella de l'Hospital de Sant Sever (Barcelona) · Vegeu més fotos d'aquest monument · Carregueu una nova foto d'aquest monument          |
| Edifici d'habitatges al carrer Boters, 13                 |           | Obra popular XVIII                                                 | Barcelona C. Boters, 13                                     | 41° 23′ 03″ N, 2° 10′ 29″ E / 41.38419°N,2.174586°E  | IPA-41160 | Edifici d'habitatges al carrer Boters, 13 (Barcelona) · Vegeu més fotos d'aquest monument · Carregueu una nova foto d'aquest monument           |
| Habitatge al carrer Llibreteria, 13                       |           | Neoclassicisme-romàntic 1850 aprox.                                | Barcelona C. de la Llibreteria, 13                          | 41° 23′ 00″ N, 2° 10′ 39″ E / 41.383302°N,2.177388°E | IPA-42563 | Habitatge al carrer Llibreteria, 13 (Barcelona) · Vegeu més fotos d'aquest monument · Carregueu una nova foto d'aquest monument                 |
| Junta d'Obres del Port                                    |           | Eclecticisme XIX                                                   | Barcelona Pl. Portal de la Pau, 6 - Moll Bosch Alsina, 1    | 41° 22′ 33″ N, 2° 10′ 44″ E / 41.3759°N,2.1789°E     | IPA-42622 | Junta d'Obres del Port (Barcelona) · Vegeu més fotos d'aquest monument · Carregueu una nova foto d'aquest monument                              |
| Casa Cervantes                                            |           | Eclecticisme Adolf Florensa XVI, XX (1945)                         | Barcelona Pg. Colom, 2                                      | 41° 22′ 51″ N, 2° 10′ 53″ E / 41.380911°N,2.18141°E  | IPA-41168 | Casa Cervantes (Barcelona) · Vegeu més fotos d'aquest monument · Carregueu una nova foto d'aquest monument                                      |
| Antic Banc Central                                        |           | Monumentalisme academicista Enric Sagnier i Villacecchia XX (1925) | Barcelona Pl. Catalunya, 23                                 | 41° 23′ 08″ N, 2° 10′ 13″ E / 41.385608°N,2.170378°E | IPA-41291 | Antic Banc Central (Barcelona) · Vegeu més fotos d'aquest monument · Carregueu una nova foto d'aquest monument                                  |
| Bar del Pi                                                |           | XX                                                                 | Barcelona Pl. Sant Josep Oriol, 1 - pl. del Pi, 6           | 41° 22′ 57″ N, 2° 10′ 26″ E / 41.382476°N,2.173960°E | IPA-42860 | Bar del Pi (Barcelona) · Vegeu més fotos d'aquest monument · Carregueu una nova foto d'aquest monument                                          |
| Cereria Abella, Cerabella                                 |           | XIX                                                                | Barcelona C. Boters, 5                                      | 41° 23′ 03″ N, 2° 10′ 28″ E / 41.384069°N,2.174341°E | IPA-42866 | Cereria Abella (Barcelona) · Vegeu més fotos d'aquest monument · Carregueu una nova foto d'aquest monument                                      |
| Xocolateria Fargas                                        |           | XIX                                                                | Barcelona C. del Pi, 16                                     | 41° 23′ 02″ N, 2° 10′ 26″ E / 41.383857°N,2.173947°E | IPA-42874 | Xocolateria Fargas (Barcelona) · Vegeu més fotos d'aquest monument · Carregueu una nova foto d'aquest monument                                  |
| Xarcuteria la Pineda                                      |           | XX                                                                 | Barcelona C. del Pi, 16                                     | 41° 23′ 02″ N, 2° 10′ 26″ E / 41.38393°N,2.17398°E   | IPA-42890 | Xarcuteria la Pineda (Barcelona) · Vegeu més fotos d'aquest monument · Carregueu una nova foto d'aquest monument                                |
| Font pública a la Rambla                                  |           | XIX                                                                | Barcelona Rambla - ptge. de la Banca                        | 41° 22′ 38″ N, 2° 10′ 36″ E / 41.37712°N,2.17672°E   | IPA-53448 | Font pública a la Rambla (Barcelona) · Vegeu més fotos d'aquest monument · Carregueu una nova foto d'aquest monument                            |
| La Colmena, Casa l'Abella                                 |           | XIX                                                                | Barcelona Pl. de l'Àngel, 12 - bda. de la Llibreteria, 14   | 41° 23′ 02″ N, 2° 10′ 42″ E / 41.383807°N,2.178307°E | IPA-42888 | La Colmena (Barcelona) · Vegeu més fotos d'aquest monument · Carregueu una nova foto d'aquest monument                                          |
| Barreteria Mil                                            |           | XX                                                                 | Barcelona C. Fontanella, 20                                 | 41° 23′ 17″ N, 2° 10′ 21″ E / 41.388171°N,2.172636°E | IPA-43041 | Barreteria Mil (Barcelona) · Vegeu més fotos d'aquest monument · Carregueu una nova foto d'aquest monument                                      |
| Bodega la Palma                                           |           | XX                                                                 | Barcelona C. la Palma de Sant Just, 7 - c. Reina Elionor, 1 | 41° 22′ 56″ N, 2° 10′ 43″ E / 41.382309°N,2.178710°E | IPA-43042 | Bodega la Palma (Barcelona) · Vegeu més fotos d'aquest monument · Carregueu una nova foto d'aquest monument                                     |
| Casa del Bacalao                                          |           | XX                                                                 | Barcelona C. Comtal, 8                                      | 41° 23′ 11″ N, 2° 10′ 22″ E / 41.386340°N,2.172812°E | IPA-43045 | Casa del Bacalao (Barcelona) · Vegeu més fotos d'aquest monument · Carregueu una nova foto d'aquest monument                                    |
| La Granja                                                 |           | Modernisme XX                                                      | Barcelona C. Banys Nous, 4                                  | 41° 22′ 55″ N, 2° 10′ 31″ E / 41.382026°N,2.175318°E | IPA-43053 | La Granja (Barcelona) · Vegeu més fotos d'aquest monument · Carregueu una nova foto d'aquest monument                                           |
| Mesón del Café                                            |           | Modernisme XX                                                      | Barcelona C. Llibreteria, 16                                | 41° 23′ 00″ N, 2° 10′ 39″ E / 41.383272°N,2.177492°E | IPA-43056 | Mesón del Café (Barcelona) · Vegeu més fotos d'aquest monument · Carregueu una nova foto d'aquest monument                                      |
| Grill Room, abans Cafè Torino, Oriental Bar               |           | Modernisme XX                                                      | Barcelona C. Escudellers, 8 - ptge. Escudellers 6-10        | 41° 22′ 45″ N, 2° 10′ 34″ E / 41.37924°N,2.17604°E   | IPA-43059 | Grill Room (Barcelona) · Vegeu més fotos d'aquest monument · Carregueu una nova foto d'aquest monument                                          |
| Can Culleretes, Xocolateria-Restaurant Tito Regàs         |           | XIX                                                                | Barcelona C. Quintana, 5                                    | 41° 22′ 52″ N, 2° 10′ 28″ E / 41.38115°N,2.17439°E   | IPA-43060 | Can Culleretes (Barcelona) · Vegeu més fotos d'aquest monument · Carregueu una nova foto d'aquest monument                                      |
| Llauneria Grassi, Aquil·lí Maggí o Papabubble             |           | 1856                                                               | Barcelona C. Ample, 28 - c. Plata, 2                        | 41° 22′ 50″ N, 2° 10′ 48″ E / 41.38052°N,2.18010°E   | IPA-43406 | Llauneria Grassi (Barcelona) · Vegeu més fotos d'aquest monument · Carregueu una nova foto d'aquest monument                                    |
| Queviures La Lionesa                                      |           | XX                                                                 | Barcelona C. Ample, 21 - c. Carabassa, 12                   | 41° 22′ 47″ N, 2° 10′ 46″ E / 41.37970°N,2.17945°E   | IPA-43411 | Queviures La Lionesa (Barcelona) · Vegeu més fotos d'aquest monument · Carregueu una nova foto d'aquest monument                                |
| Seu central del Col·legi d'Arquitectes de Catalunya, COAC |           | Racionalisme 1958                                                  | Barcelona Pl. Nova, 5 - c. dels Arcs, 2-4                   | 41° 23′ 04″ N, 2° 10′ 30″ E / 41.38443°N,2.17505°E   | IPA-46104 | Seu central del Col·legi d'Arquitectes de Catalunya (Barcelona) · Vegeu més fotos d'aquest monument · Carregueu una nova foto d'aquest monument |
| Casa Guarro                                               |           | Noucentisme Josep Puig i Cadafalch 1922                            | Barcelona Via Laietana, 37 - c. Doctor Joaquim Pou, 3       | 41° 23′ 09″ N, 2° 10′ 34″ E / 41.38588°N,2.17604°E   | IPA-50902 | Casa Guarro (Barcelona) · Vegeu més fotos d'aquest monument · Carregueu una nova foto d'aquest monument                                         |
| Casa Vídua de Wenceslao Guarro                            |           | Noucentisme Antoni Puig i Gairalt 1926                             | Barcelona C. Ample, 46 - c. Marquet                         | 41° 22′ 52″ N, 2° 10′ 50″ E / 41.38104°N,2.18045°E   | IPA-50929 | Casa Vídua de Wenceslao Guarro (Barcelona) · Vegeu més fotos d'aquest monument · Carregueu una nova foto d'aquest monument                      |
| Edifici d'habitatges M. Barguñó                           |           | Noucentisme Pere Benavent de Barberà i Abelló 1920                 | Barcelona C. Doctor Joaquim Pou, 2-6 - c. Copons            | 41° 23′ 10″ N, 2° 10′ 32″ E / 41.38605°N,2.17549°E   | IPA-50984 | Edifici d'habitatges M. Barguñó (Barcelona) · Vegeu més fotos d'aquest monument · Carregueu una nova foto d'aquest monument                     |
| Edifici d'oficines Antonio Martínez Salcido               |           | Noucentisme 1920                                                   | Barcelona C. Comtal, 32                                     | 41° 23′ 13″ N, 2° 10′ 28″ E / 41.38683°N,2.17436°E   | IPA-50985 | Edifici d'oficines Antonio Martínez Salcido (Barcelona) · Carregueu una nova foto d'aquest monument                                             |